# 金大中
金大中（韩语：／ Kim Dae-Jung，1924年1月6日—2009年8月18日），号后广（후광），別名忍冬草（인동초），本贯金海金氏:2-7，韩国政治家，大韩民国第15任总统，在朴正熙、全斗焕独裁政权期间多次因民主斗争入狱，被称为“亚洲的曼德拉”，2000年获诺贝尔和平奖。
金大中原本是位企业家，朝鲜战争后弃商从政，成为在野党民主运动领袖。在朴正熙、全斗焕军政独裁期间，他曾五次死里逃生，经历了六年狱中生活和十年的软禁、流亡生涯，屡次遭到军政当局囚禁、流放、车祸谋杀、判处死刑等迫害。在其四十多年的政治竞选和民主斗争中，金大中屡败屡战，最终于1997年当选为韩国第十五任总统。1998年2月25日，金大中正式宣誓就任，入主青瓦台，成功实现了韩国现代史上朝野政党首次政权和平交替。
金大中执政期间致力复苏遭受亚洲金融风暴打击的韩国经济，改革韩国的经济体制，使韩国成功完成企业民营化和产业结构转型；在对北问题上，他采取“阳光政策”，曾在2000年成功进行首次南北双边会谈，并在同年荣获诺贝尔和平奖；另外，他通过协调发展与美国、日本、中华人民共和国和俄罗斯的关系有效维护了朝鲜半岛的和平稳定，提升了韩国的国际地位与威望。
金大中在1956年由天主教漢城總教區卢基南总主教付洗成为一位天主教友，圣名为托馬斯·摩爾（Thomas More），代父是当时韩国副总统张勉:40。金大中的座右铭是“敬天爱人”，也是他一生奉行的理念。

## 生平

### 从政之前

#### 出身
金大中1924年1月6日出生于日治朝鮮全罗南道新安郡荷衣岛后广里的一个佃农家庭。荷衣岛是一个距离木浦34公里的小岛。岛上居民主要以农耕为生。日韩合并时，整个荷衣岛被卖给了日本人，岛上农民全部成为日本人的佃农，引发了“荷衣岛农民运动”。荷衣岛的地主在文书上换了九次。金大中小的时候，荷衣岛被卖给了一个叫德田弘七的日本人，成了德田农场。:1-2:2
金大中的父亲金云植是个村官，对日本天皇有着抗拒之心，经常说“我们朝鲜原本是独立的国家，只是被日本侵略了才变成这个样子”:4:21，并曾在村里领导过抗租运动:21-22。与此同时，金云植思想很开化，认为国家要发展，需要打开国门。村官家里每天都可以收到公家发来的报纸《每日新报》:3-4。受到家庭的影响，金大中从小就对政治感兴趣。八、九岁的时候，金大中就经常阅读报纸上的政治报導:2。

#### 青少年时期

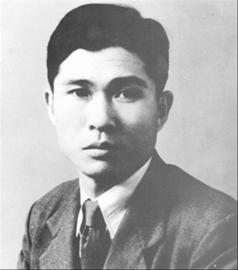
年轻时的金大中

在金大中七岁该上学的年龄时，荷衣岛还没有正规的小学。他的父亲把他送进了岛上的一个私塾学习。次年，岛上建起正规四年制小学后，他便直接编入小学二年级:3-4:24-25。在金大中上小学四年级时，为了能使他继续上学，他家变卖了祖产搬家到木浦市。金大中插班到六年制的木浦公立第一普通学校（现木浦北桥小学）学习。在木浦小学上五年级的时候，朝鲜语被禁用，学校以前的朝鲜语课程被取消，校内甚至禁止使用朝鲜语交谈，否则会遭到处罚:5-10:27 。
1939年，金大中以第一名的成绩从木浦小学毕业，并以第一名的成绩考入五年制的日式木浦商业学校（现为木商高等学校）。学校的入学新生中，日本內地学生和朝鲜学生各占一半:5:28。金大中在这一时期表现出擅长辩论和演讲的天赋。他的这一特长在他步入政坛后，被发挥得淋漓尽致。由于金大中学习成绩名列前茅，他被选为班长。不过后来由于他写了篇谴责日本殖民统治的文章，而被视为“思想不端正的学生”，并被免去班长职务:23。上二年级的时候，学校要求朝鲜学生“创氏改名”。这使金大中很受打击。一次金大中与挑衅闹事的日本学生发生口角，并最终演变成朝鲜学生和日本学生的群架。金大中因此被日本人视为“不良分子”。上三年级的时侯，金大中原本想毕业后考大学，因此转到了升学班。但1943年，由于日本軍方在太平洋战争节节失利，金大中所在的年级被安排提前一年毕业。金大中上大学的梦想也因战争成了泡影。:28-31:31:6

#### 战争年代的商界和报界强人
从木浦商业学校毕业时，由于战争局势对日本变得不利，日本政府开始大量征兵。金大中的父亲为了让他躲避征兵，将他的出生日期改成了1925年12月3日:16。由于当时正处于战争的后期，人力资源缺乏，金大中在木浦一家日本海运公司很容易地找到了份工作。他的日本老板还帮他做担保，使他摆脱了警察的监视:7。1945年4月9日，金大中与木浦商业学校同年级一位同学的妹妹车容爱结婚:36。二戰結束后，金大中被推举为原日本海运公司的运营委员会会长，接管了公司一段时间。后来美军政厅收回了公司的管理权，但金大中作为职员代表亲自去汉城谈判，要回了管理权。他在商界的威信因此也水涨船高。当时木浦最大的造船厂，大洋造船工业的职员也邀请他来管理公司。于是，他又管理了这家造船厂一段时间。在金大中和车容爱的大儿子弘一出生后不久，金大中成立了自己的木浦海运公司，经营木浦，釜山、群山、仁川间的海运业务。小俩口也搬进了常乐洞的二层住宅:18-22:42。在经营海运业务的同时，他还加入了一家原日本人经营的报纸《木浦日报》:9。他很快从报社的见习编辑和记者转为高级编辑和记者。1948年，由于他的突出表现，年仅25岁的金大中成为了木浦日报社的社长。
1950年6月25日，朝鲜战争爆发。当时，金大中正在汉城出差。28日，一觉醒来的金大中发现朝鲜人民军已经占领了汉城。战争的混乱迫使金大中要尽早返回家乡。汉城到木浦的距离大概有400公里。在战斗机隆隆的轰炸声中，金大中花了20天的时间冒死逃回了木浦，见到了在门口苦苦等待的母亲。不过，在金大中到达木浦之前，木浦就已经被朝鲜人民军占领了。金大中的家，当时是附近最大的房子。金大中回来的时候，家里的财产都已经被没收。金大中的夫人当时要临产了，全家人都躲到了一个防空洞内。金大中的二儿子弘业是在防空洞内降生的。回到木浦的第三天，金大中就被当成“资本家”逮捕了。金大中的弟弟和岳父也都被抓了起来。金大中被关了两个月，原本是要被处死的。但后来由于联合国军登陸仁川，驻木浦的朝鲜人民军匆忙北撤，他才得以幸免一死。他的弟弟和岳父也奇迹般地逃过死神的召喚。他的其他家人，在金大中公司职员的照料下也平安无事:25-32:42-51。
金大中的公司原本有三艘船。有一艘船被当局征用运输军备，还有一艘在战火中丢失。金大中用剩下的一艘船开始重新创业。木浦日报社原本是日治时期日本人经营的最大地方报社。朝鲜战争使得报社陷入严重的经济危机。应报社员工的邀请，金大中于1950年10月收购了该报社。1951年1月4日，朝鲜人民军再次占领汉城。战争局势对南方再次恶化。韩国将政府临时搬到釜山，釜山成了韩国战时的首都。金大中也举家来到了釜山，发展自己的海运事业。他在釜山成立了一家兴国海运株式会社。除了公司原有的2艘船，金大中又贷款买了3艘二手船，另外还租了5艘船，一共经营10艘船，独揽当时金融合作联合会的粮食、化肥、农药等运输业务。还不到30岁的金大中，已经成为小有名气在企业家。不过，朝鲜战争的同族相残以及李承晚政府统治下的混乱，也使得他坚定了从政的决心。:32-37:53-54

### 早年政治生涯

#### 弃商从政
1954年，金大中放弃了他蒸蒸日上的海运事业，开始了坎坷的政治生涯。同年，金大中举家从釜山搬回木浦，在木浦参加第三届国会议员选举。劳动工会对木浦选举影响很大。由于金大中了解工人，热衷于改善工人工作环境，他得到了木浦劳动工会的全力支持与推荐。劳动工会是执政自由党的组织。他们提出条件，不让金大中参加在野民主国民党。金大中同意了这个要求。由于金大中反对李承晚的獨裁统治，他也不愿参加执政自由党。最后，金大中以无党派身份参加选举。有劳动工会的支持，金大中原本胜券在握。但后来执政自由党逮捕了劳动工会的所有干部，理由是他们作为国家干部不支持执政自由党候选人而去支持无党派候选人。金大中从政的第一次参选因此出师不利。:38-39:55-57
1956年9月25日，金大中在张勉的劝说下，正式加入在野民主党。1958年春，金大中在麟蹄郡参加第四届国会议员选举。麟蹄郡是朝鲜战争后新设的选区，选民中80%是军人。由于当时军队内部腐败严重，军人们都很支持在野党，希望有新的政权掌管军权。不过，金大中的参选活动遭到执政自由党重重阻挠，金大中的候选人登记最终被认为无效。为此，金大中进行了“妨碍候选登记”诉訟。1959年3月，法院宣判金大中胜诉，当选的执政党候选人国会议员资格被取消。同年6月，金大中参加补选。为阻碍金大中当选，执政党指稱金大中是“赤色分子”，并選舉舞弊。金大中第二次参选议员因此再次落选。为筹集竞选经费，金大中在参加1960年第5届国会议员选举前，几乎耗尽了家里的财产，并卖掉了房子，生活窘迫。他的第一任夫人车容爱开理发店来维持生计。由于过度辛劳，车容爱因心脏病于1960年5月27日病逝:42-50:58-60。
1960年3月15日是韩国的第四届总统大选。金大中为在野民主党的候选人助選。摇摇欲坠的李承晚政权为谋求连任，在选举中大肆舞弊，引发大规模的群众游行示威。金大中也代表民主党参加抗议行动。4月26日，李承晚迫于压力宣布辞职:51-57。同年7月，金大中再次在麟蹄郡参加第五届国会议员选举。但這次选举是历史上第一次缺席投票选举，支持金大中的军人们不能参加选举，结果金大中再次失败。不过，在此次选举中，他的才华被时任国务总理张勉发现。金大中獲破格提拔为民主党的发言人。更幸运的是，那个击败金大中的自由党候选人因渎职和涉嫌不法选举，被剥夺了议员资格。在随后的麟蹄郡补选中，金大中在1961年5月14日终於当选议员，并在当天领取议员当选证。5月16日，陆军少将朴正熙发动“5·16政变”。韩国国会在金大中当选的第二天被解散。还没宣誓的金大中也随之被剥夺议员资格:59-70:63-68。军政府为了拉拢人心，打着清除腐败的旗帜肃清民主党。作为民主党的发言人，金大中被以涉嫌腐败和“容共”的罪名，遭到拘捕。在没有证据、没有拘留证和逮捕证的情况下，金大中被关押了三个月才獲释。出狱后，金大中带着两个儿子搬到汉城，与母亲和在梨花女子大学读书的妹妹同住。金大中的妹妹患有先天性心脏瓣膜症。但这时期的金大中无职无业，生活贫困。他只能无助地看着妹妹慢慢地走向死亡。1961年秋，在金大中最穷困潦倒的时候，他偶遇十年前在釜山相识的故人李姬镐。两人后來在1962年5月10日结婚，婚后有一儿子弘杰。:85-103:68-72

#### 首次出任国会议员
1963年2月27日，朴正熙军政府解禁了《政治活动净化法》，并开始建立民主共和党，为第五届总统大选做准备。被打压两年的金大中也开始参与民主党的重建，并以民主党发言人的身份活跃于政界:108-109。1963年11月，金大中在木浦参加第六届国会议员选举。经历过前五次竞选失败和挫折的金大中结果以22513票的绝对优势当选，成为名副其实的国会议员。金大中很珍惜来之不易的议员工作。为准备国会发言，他从早到晚泡在国会图书馆内查找资料。在国会第一次全会开幕的后六个月，金大中成为发言最多的议员。他的发言以事例和数据为根据，经常使执政党陷入困境。:88:114-117:80-85
1964年，朴正熙政府开始启动与日本邦交正常化的谈判，引来大规模的抗议游行。在与日本建交这个问题上，金大中和执政党的观点差不多，支持建交，因此遭到了在野民主阵营和民间人士的指责，被骂成“执政党的走狗”。连他的父亲也写信指责他。与执政党不同的是，金大中认为朴正熙政府向日本提出的3亿美元赔偿实在微不足道，还不如分文不要，要求日本向韩国真诚道歉。1965年6月3日，反对与日本建交的游行示威发展到了高潮。朴正熙都做好了下野的准备。日本和韩国同为美国的盟友。原本对朴正熙不存好感的美国，由于韩日建交问题，开始支持朴正熙。美国驻韩大使伯格和驻韩联合国军司令海乌德乘坐直升飞机，从游行示威人群的头顶飞过，降落到青瓦台内。当晚，朴正熙下达了戒严令，示威游行被镇压。6月22日，韩国与日本签订了《韩日基本条约》，正式建立外交关系。:88-92:117-122:86-91:81-83
1965年，美国开始要求韩国向越南派兵。韩国政坛朝野再次意见相左。金大中也反对向越南派兵。在野党的主张加深了与美国的鸿沟，朴正熙政府与美国的关系却变得越来越紧密。向越南派兵不久，朴正熙便被美国约翰逊总统邀请访美，受到了兄弟国家领导人的最高礼遇。不过，日后的历史证明韩国的确从越南派兵中受益。借助美日的援助，以及军工产业的繁荣，韩国的年经济增长率超过了10%。1965-1969年也成了朴正熙执政的鼎盛时期。1966年2月21日，金大中应美国国务院的邀请与另外两名议员首次访问了美国。同年9月，金大中随其它稳健派议员实地赴越南考察駐越韓軍基地。:93-95:123:92
1965年，民主党、民正党、自民党、国民党和民政党合并为单一的在野民众党，金大中当选发言人和宣传局长。1966年8月，金大中成为民众党核心领导成员，担任该党政策委员会议长、中央执行局成员。1967年2月7日，两大在野党民众党和新韩党合并成新民党，金大中被选为新民党中央执行局成员和新民党发言人:96:123-124。1967年6月，金大中再次在家乡木浦，参加第七届国会议员选举。随着金大中在政坛影响的扩大，朴正熙已经把他当成了眼中钉。在选举前夕，朴正熙和执政党下达了宁可让执政党候选人在其它区域落选20名，也要阻挡金大中当选的目标。朴正熙也亲自两次来到木浦，为执政党候选人拉选票。不过，金大中最终还是以2000票的微弱优势当选。但是，执政党在国会获得了“三选改宪”的三分之二席位。:97-105:97-106

#### 1971年总统竞选

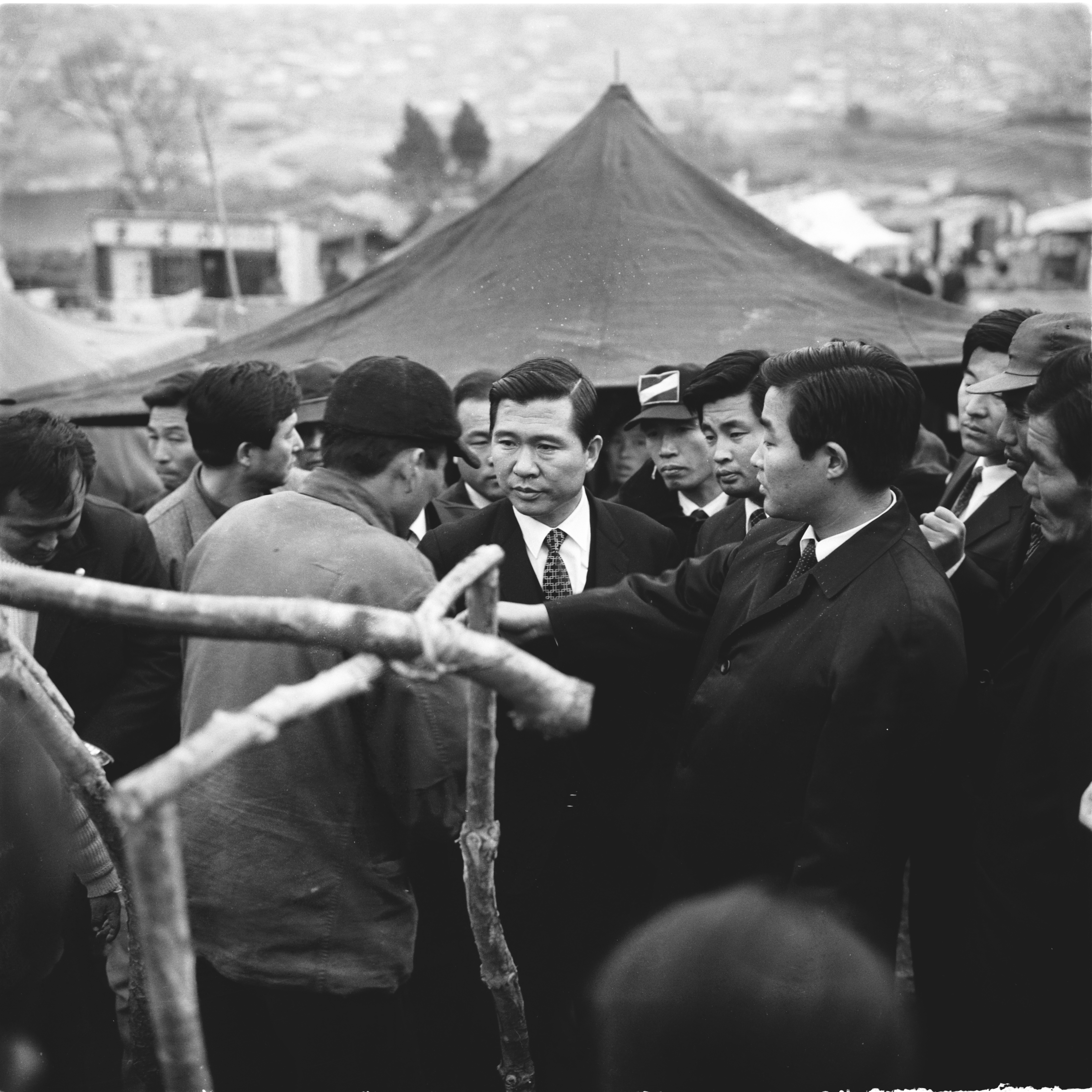
1971年競選中的金大中參觀光州的工業園區

1969年10月17日，在在野党极力阻止无效后，朴正熙“三选改宪”方案在国会得到通过。这为朴正熙第三次出任总统扫清了法律障碍。朴正熙的得逞使韩国民主遭到沉重打击。新民党当时的领导层年纪都已经很大。老化固守的观念加之抵制朴正熙“三选改宪”的失败，使得党内氛围非常低沉。1969年11月8日，新民党院内总务部长金泳三提出了“40岁一代旗手论”，主张政治主导权向40年龄段的年轻政治家转移，得到党内成员的拥护:133。金泳三、金大中和李哲承三位40年龄段的年轻领导人，成为1971年新民党总统候选人的竞争者。1970年9月29日，金大中最终在经过二次投票后，当选新民党总统候选人。:113-116:107-110
金大中认为要想赢得总统大选，在野党需要重塑形象，拿出整套的治国方案。1970年10月，金大中作为新民党的总统候选人，在汉城举行了记者招待会。在会上，金大中公布了一整套的治国方案，包括南北统一、废止国民抱怨的“乡土预备军制”和建立劳资共管委员会的经济改革方案，在韩国社会产生顯著反响。金大中的经济改革方案，后来成为他“大众参与经济”的一部分。1985年，美国哈佛大学出版了金大中的《大众参与经济论》:143-144。1971年2月，金大中携带夫人李姬镐对日本和美国进行了访问，旨在向这两个国家宣传新民党的方针政策，谋求支持和建立合作关系。在美期间，金大中拜访了美国国务院主要官员和爱德华·肯尼迪等国会议员。李姬镐还去白宫拜访了尼克松总统夫人帕特·尼克松，并合了影。为抵消金大中的影响，朴正熙当局不择手段。金大中访美期间，他的宅邸發生了遭人投掷炸弹的事件。当局以“内部人员所为”为由，逮捕了50多人。金大中上初中二年级的侄子遭到水刑逼供作假证，被当做替罪羊，说成是投弹人。几天后，选举大会委员长郑一亨的家凌晨“离奇”发生大火。当局公布的调查结果是猫从火炕里带出火种引发火灾。此事的荒唐之极还成为当时海外谈论的话题，并被评为当年韩国国内十大新闻。为阻挠金大中当选，朴正熙军政府将金大中诬蔑成“容共分子”，并煽动地区矛盾。由于在野党党首和总统候选人不是同一人，加之党内妥协派的纷争，金大中实际上是孤军奋战。除此之外，当局还对向金大中竞选提供赞助的经济界人士进行逮捕迫害。:124-129:115-119:102-105
1971年4月，金大中首次作为在野党总统候选人参加总统大选，挑战时任总统朴正熙。在大选的三个月期间，他每天辗转各地，平均日行400-800公里，被舆论称为“铁人”:120。执政民主共和党基层竭力阻挠金大中的选举活动。但金大中在所到之处，还是受到当地民众的欢迎。在朴正熙故乡大邱，有20万人自发前来聆听金大中的演讲。在釜山，聆听他讲演的人数高达50万。金大中在汉城奖忠坛公园讲演时，听众人数达到空前的100万。而朴正熙在奖忠坛公园讲演时，听众人数只有金大中的三分之一:93。除了妨碍金大中的选举活动，执政共和党还在选举中采取了种种不法舞弊行为以确保朴正熙当选，连金大中和夫人投的票都被当局宣布为无效票。日本《朝日新闻》为此于4月28日刊登了一篇题为“无效、违法不断”的报道。:125最终公布的投票结果，金大中获得44.4%的选票，与通过大规模舞弊手段谋求连任的朴正熙仅差4.4%的选票而落选。当时有评论认为“如果有公正的选举机构监督，正确计算选票，金大中肯定当选总统”。
总统大选结束后的一个月是第八届国会议员选举。金大中利用自己在国民中的声望，在各地为新民党候选人游说。金大中的崛起让朴正熙倍感威胁。此后金大中多次遭到死亡的威胁。1971年5月25日，在从木浦至光州的公路上，金大中遭遇朴正熙蓄意制造的“车祸”，与他同行的三名支持者当场死亡。金大中虽大难不死，但股关节被重创，留下终身残疾，只能一脚跛行。1971年5月27日，第八届国会议员投票结果，执政的民主共和党获得113个席位，新民党获得89个席位，远远超过抵制修改宪法所必须的法定票数65票（三分之一）。金大中也当选为第八届国会议员。新民党的意外胜利给朴正熙的独裁统治带来沉重打击。:161

#### 遭受政治迫害

##### 第一次海外流亡和东京绑架案

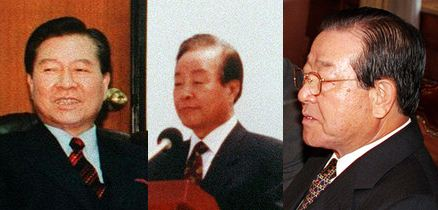
金大中、金泳三和金鍾泌在韩国政坛被称为“三金”，他们共同活跃在政坛的时期被称为“三金时代”

由于总统和议会竞选的劳累加之车祸后伤情的恶化，金大中开始卧病在床。朴正熙当局对金大中开始了24小时的跟踪监视，金大中家里的电话也被窃听。金大中家周围的房子也被当局租来用于监视。“金大中”这个名字开始从报刊，电视和广播中消失:148。1972年10月17日，金大中在日本治疗股关节伤时，朴正熙发动了“十月维新”军事政变。十天后，朴正熙公布了《维新宪法》，将总统直接选举改为由“统一主体国民会议”间接选举，有关限制总统连任的规定也被废除。同年12月23日，朴正熙作为惟一的总统候选人当选韩国第八届总统。经过再三斟酌，金大中决定向日本政府提出政治避难留在东京，以便寻求日本和美国政府的干预。10月18日，金大中邀请各国记者在东京召开了记者招待会，并在日本多家报刊媒体撰写文章，揭露朴正熙“十月维新”的独裁暴行。:170-175:133-135:160-163
1972年底，金大中从日本飞往美国，游说美国政界对韩国的局势施压。通过哈佛大学两位教授的介绍，金大中会见了一些美国政界要员，其中包括民主党院内总务、日后的美驻日大使麦克·曼斯威尔德议员。他还在哥伦比亚大学、密苏里州立大学、芝加哥大学、华盛顿大学等美国多所大学发表演讲，揭露维新政变的真相，呼吁美国各界支持韩国反对朴正熙独裁统治的民主斗争。据说，这些大学当时都接到韩国中央情报部的抗议电话，要求他们不为金大中提供场地。1973年1月5日，金大中从美国返回日本。和在美国一样，金大中与日本执政和在野的政党议员广泛接触，其中包括田中角荣、福田赳夫、桥本登美三郎等。在日本流亡期间，金大中出版了《独裁和我的斗争》一书。1973年3月6日，他第二次来到美国，与美国韩侨民主人士建立了一个发展民主主义、反对朴正熙独裁、促进国家统一的政治组织，“韩国恢复民主促进统一国民会议”（简称“韩民统”）。:164-171:170-176:138-141
同年7月10日，为了建立“韩民统日本本部”，金大中回到了日本。金大中在海外的活动激怒了朴正熙。1973年8月8日，金大中在东京格兰皇宫大饭店会见从韩国来日治病的统一民主党总裁梁一同。由于梁一同和金大中是密友，因此梁一同此行被韩国特工跟踪。从梁一同房间出来时，金大中遭到韩国中央情报部（KCIA）派來的五六名不知身份的黑衣大汉绑架。金大中被麻醉后，被捆绑押送到海上，险些被沉尸大海，最终被绑架回汉城。后来在美国中央情报局的帮助下，金大中才得以被释放，但被软禁在家中:71-79:143-156:172-191。在日本本土发生绑架金大中事件明显是对日本主权的侵犯。此事在日本颇受关注。但朴正熙当局则将金大中被绑架事件说成是“金大中自编自导的一出戏”。为了平息日本舆论，时任韩国总理金鍾泌走访了日本，并向日本表达了歉意。1974年8月15日韩国光复节，韩国发生文世光事件。朴正熙夫人陆英修在奖忠洞国立剧场被前来暗杀朴正熙的日籍韩侨文世光枪杀，使日本处于尴尬之地。此后，日本对金大中被绑架事件的调查也不了了之。:136-137

##### 明洞民主救国宣言
“十月维新”军事政变后，在野民主势力在朴正熙的独裁统治下遭到极大的打压。金大中绑架事件震动朝野后，民主阵营开始对朴正熙的维新体制发起挑战。各民主党派纷纷发表要求恢复民主的宣言。1973年12月24日，新民党领导各界民主人士开展了“请愿修改宪法100万人署名运动”。1974年10月14日，新民党在金泳三的主持下公布了《修改宪法大纲》。1975年3月，金泳三、尹普善、金大中、梁一同等在野民主领导人达成了联合在野势力尽早组成民主统一阵线的协议。为此，朴正熙公布了“紧急措施”第9号令，全面禁止一切反对维新宪法的活动。1976年1月，共和党以违反“紧急措施”第9号令为由起诉金泳三，并将金泳三政策的执行者金玉仙从国会开除。“紧急措施”第9号令使韩国民主运动再次陷入低潮。:208-219
1976年3月1日，金大中与另外十七位民主运动领导人在汉城明洞圣堂联合签名发表《民主救国宣言》，要求朴正熙下台并废除维新宪法。金大中与郑一享博士等人还在明洞举行了烛光游行。此前，金大中已经向金寿焕樞機主教表示已经做好了入狱的准备，以唤醒韩国国民。几天后，朴正熙政权以触犯总统紧急措施第九号令的罪名，逮捕了在宣言上签名的十八位民主人士。金大中被指控为主谋，并被判以最重的七年有期徒刑。这些民主人士被逮捕后，包括这些民主人士的家属在内的群众举行了要求释放他们的示威游行。第二年，金大中被大法院改判为五年监禁，剥夺政治权利五年。与此同时，流亡美国的前韩国中央情报部部长金炯旭在美国国会揭露了1973年金大中绑架事件的真相，并列出了参与绑架者的名单。1978年7月6日，朴正熙依靠“统一主体国民会议”当选韩国第九届总统，随后对金大中进行了特赦。同年12月27日，金大中结束了两年零九个月的监狱生活回到家中，不过很快又被军政府软禁在家。:219-223:171-179:201-216

##### 被全斗焕军政府判处死刑
1979年10月26日，朴正熙遭暗杀身亡后，汉城迎来了短暂的“汉城之春”。同年11月10日，代总统崔圭夏发表《特别谈话》，提出根据国家法律三个月内通过“统一主体国民会议”间接选举总统，新总统将在尽可能短的时间内广泛听取各界意见，修改维新宪法，然后按照新的宪法来选举总统。崔圭夏的讲话得到了美国政府的支持。过渡政府很快解除了朴正熙发布的一系列紧急措施令。朝野各界也纷纷为1980年总统大选做准备。两个月后，金大中的软禁被解除。金大中的公民权最终也于1980年3月1日被恢复。:295-303:183-191:228-229
1979年12月12日，全斗焕发动了双十二政变，完全控制了军权和崔圭夏看守内阁。1980年5月，主导民主运动的三金、大学生和民众与全斗焕的军方势力展开了你死我活的较量。汉城持续爆发要求废除维新和全斗焕下台的游行示威。同年5月17日，全斗焕发动“5·17”军事政变。汉城各政府机构、国会大厦、各新闻机构和大学都被军方占领。金大中和金钟泌被逮捕，金泳三被软禁，另有数百名各界民主人士被逮捕。军方开始实行全国戒严。韩国的民主发展进程再次回到严冬。在金大中逮捕的第二天，光州爆发大规模的抗议事件“光州事件”。同年9月11日，金大中被军事法庭以策动光州暴动的“内乱阴谋罪”和1972年“十月维新”政变之后在海外组织“韩民统”的“反国家团体的罪魁”两项罪名判处死刑。金大中进行了上诉。但1981年1月，金大中的上诉被大法院驳回。不过在美国的压力下，金大中最终被改判无期徒刑。改成无期徒刑后，金大中从陆军监狱被转移到清州监狱服刑。服刑期间，金大中的夫人每天都给他写信，两年间共写了640封。他的儿子们也给他写了200多封的信。不过，牢房不准许保留信件，家人的来信和照片看过后就被没收了。按监狱的规定，金大中每个月最多只能寄一张明信片。为此金大中开始在明信片两面的空白处练习写小字。他曾在寄给家人的一张明信片上写了两万多字的信。1983年，金大中的这些家书被集结成《带着民族的遗憾》一书在美国出版，后被翻译成日文以《狱中书信》为名在日本出版。1984年，该书在韩国国内以《金大中狱中书信》为名出版。:300-336:34:232-265

##### 第二次海外流亡
1982年12月10日，有官员前来询问金大中是否愿意去美国就医。考虑到还有人因为他在被囚禁，金大中拒绝了这个建议。后来，金大中和夫人与国家安全企划部部长卢信永达成妥协，在释放因金大中入狱的人士的条件下，同意去美国。12月23日，金大中和家人突然被当局告知立即动身出国。为躲避新闻媒体，当局安排金大中和家人在机舱内拿到护照和机票。清州监狱副狱长也是在机舱内宣布终止金大中的服刑。到达美国华盛顿杜勒斯国际机场后，金大中受到了300多位支持者的欢迎。他在机场对记者们发表了即席声明。爱德华·肯尼迪议员为金大中在华盛顿举行了欢迎会。:354-366:202-203
在美国流亡期间，金大中积极从事反对军事独裁、促进实现韩国民主化的各种活动，经常出现在ABC，NBC和Public Radio的地方电视和广播栏目中，使美国各界更加了解和关心韩国的民主化问题。1983年7月，金大中还成立了“韩国人权问题研究所” :206:75-80。1983年5月17日，在光州事件三周年之际，金泳三为反抗全斗焕的独裁专制，开展了无限期的绝食斗争。金大中得知后，在《纽约时报》发表文章声援金泳三。他还组织旅美韩侨在华盛顿和纽约等地举行游行示威，召开支持金泳三的声援大会。这次绝食斗争也使金泳三和金大中在韩国国内的民主势力实现了联合。1984年5月，“民主化推进协会”成立。金大中和金泳三被推举为协会的会长:208-210。1985年1月8日，双方创建了“新韩民主党”（简称“新民党”）:357。
在到美国6个月后，金大中成为哈佛大学国际问题研究所的客座研究员，进行相关研究工作。他在哈佛大学期间还遇到了菲律宾在野党领袖阿基诺夫妇。当时金大中提议与阿基诺共建一个亚洲民主事业组织。不过1983年8月21日，阿基诺回国时便惨遭菲律宾马可仕当局残忍杀害。:356:210-211

### 重回競選总统之路

#### 1987年总统竞选

##### 六月民主运动
1980年代中期，随着韩国学运和民运的风起云涌，以及韩国1988年夏季奥林匹克运动会的国际承诺，军政府的独裁统治在韩国已经成了强弩之末。1984年底，金大中准备回国为明年2月12日的国会议员选举活动做贡献，但遭到韩国当局的反对。不过在美国政府的干预下，韩国当局最终不得不让金大中回国，并承诺金大中的人身安全。为了使金大中不成为第二个阿基诺，1985年2月8日，20多位美国各界人士陪同金大中回到了韩国。在金浦国际机场，金大中受到了30多万民众的热烈欢迎。金大中回到家后，立即被当局软禁在家中:212-215:282-287。在金大中回国后的第四天，第十二届国会议员的选举出现戏剧性的结果，刚刚才成立不到一个月的新民党在此次选举中获得重大胜利，一跃成为第一大在野党:359:288。
1986年2月12日，在新民党成立一周年的大会上，金大中、金泳三和与新民党总裁带头签名发起修改宪法署名运动。很快修改宪法署名运动在全国形成了星火燎原之势。1987年4月30日，全斗焕迫于压力不得不表示，在他任期内也不是不能修改宪法。不过，6月10日执政党民主正義党召开总统候选人大会，将卢泰愚确定为第十三届总统大选候選人，顽固坚持总统间接选举制。此举引发了韩国历史上最大规模的民主运动“六月民主运动”。为了平息民运，卢泰愚只好迫于压力于6月29日宣布修改现行宪法，实行总统直接选举并赦免了金大中。:215-217:359-366:303-304

##### 一卢对三金
虽然民主改宪运动取得了决定性胜利，但民主阵营很快陷入了确定总统候选人的困境。金大中表示可以加入金泳三的统一民主党，但是对于总统候选人这一问题，两金互不相让。民主运动的两大旗手金大中和金泳三出现了分裂的征兆。于此同时，在野政界的另一巨头金钟泌于1987年10月30日重新组建了共和党，并被推举为该党总统候选人。同年10月30日，金大中在同金泳三争当统一民主党总统竞选人的谈判破裂后，退出统一民主党，另建和平民主党（简称“平民党”）。11月12日，金大中当选平民党总裁和总统候选人。尽管民主阵营多次竭尽努力要求两金联合，但都没有成功。最后第十三届总统选举举形成了“一卢对三金”的竞选格局。:310-312:371-373
金大中全力以赴地投入到竞选中。为阻挠在野党当选，执政党再次煽动地区矛盾，并试图分化民主阵营。执政党派人在金大中的讲演场所高呼“支持金泳三”，而在金泳三的讲演场地高呼“金大中万岁”。金大中的讲演场地甚至出现投掷石块、瓶子和鸡蛋的暴力事件。除此之外，执政党使出了朴正熙时代的老手段，麥卡錫主義地诬蔑金大中是“容共分子”。在东西方冷战的铁幕还没打开的当时，这对金大中的竞选产生很大的负面影响。1987年11月29日，发生大韩航空爆炸事件。犯罪嫌疑人朝鲜特工金贤姬在大选的前一天被引渡回韩国。这一事件对金大中的竞选产生致命打击，对卢泰愚的阵营则尤为有利。最终，由于「三金」相争，三人在竞选中均告失败。 12月16日的投票结果是卢泰愚获得828万票（36.6%），金泳三633万票（28.0%），金大中611万票（27.1%）。卢泰愚渔翁得利当选韩国自朴正熙之后的首位民选总统。:313-315:373-374

#### 1992年总统竞选

##### 朝小野大的格局
虽然金大中在第十三届总统竞选中失利，但他领导的平民党在国会议员选举中取得了重大的胜利，获得70个席位，成为第一大在野党。金泳三的统一民主党获得了59席，成为第二大在野党。金钟泌的共和党获得了35席，成为第三大在野党。三个在野党所获得的席位合起来大大超过执政的民正党的125个席位。这使得韩国政坛首次出现“朝小野大”的局面。在第十三届国会第一次会议上，金大中时隔16年的磨难重返国会讲坛发表演讲。他要求卢泰愚政府彻底查明光州事件的真相，并查处全斗焕政府的不法和腐败行为。在平民党的推动下，国会运用国政监察和调查权，成立了“第五共和国听证会”。全斗焕的腐败行径被暴露于众。迫于压力，1989年底卢泰愚政府逮捕了涉嫌腐败的全斗焕家人和亲信。全斗焕也被迫出席国会听证会，并向国民道歉。之后，全斗焕辞去所有公职，交了139亿韩圆的政治资金后，与夫人到白潭寺隐居。:320-324:376

##### 三党合并
“朝小野大”的政治格局使卢泰愚政府处在非常被动的局面。执政党提出的法案或议案，在国会遭到三大在野党的联合抵制，卢泰愚政府陷入严重的政治危机。不过三大在野党的国会席位也达不到总数的三分之二，因此也议决不了自己的议案。为了打破这种僵局，卢泰愚寻求与一两个有实力的在野党联合执政。他首先拉拢了共同点较多原属于朴正熙维新政权的金钟泌，后又找到了金泳三。1990年2月9日，民正党、统一民主党、共和党正式合并为“民主自由党”（简称“民自党”），卢泰愚被选为总裁，金泳三和金钟泌被选为最高委员。通过三党合并，卢泰愚再次成功分化整合在野政治势力，使执政党在国会拥有大大超过修改宪法的法定席位，结束了“朝小野大”的局面。此后，执政的民主自由党利用其在国会的绝对优势，强行通过了一系列有争议的法案。三党合并在韩国朝野引起很大的震动。昔日在野的民主旗手金泳三竟然合并到独裁政权继承者的执政党中去了。金大中对此进行了严厉的批评。同年7月，80名在野民主党议员提出集体辞职抗议执政党的独裁。10月8日，金大中为抵制独裁开始了绝食斗争，后有30名平民党议员也加入他的绝食斗争行列。反政府的学生运动也接连不断。:336-340:376-381
另一方面，三党合并也不像卢泰愚所设想的那样一帆风顺地发展。卢泰愚企图把金泳三的原民主势力消化掉。但金泳三和卢泰愚的势力本来就是属于不同性质的两个政党，虽然被合并在一起，但还是水火很难相容。正当金泳三处境最困难的时候，老盟友金大中又一次帮了他一个大忙。1992年3月24日，韩国第十四届国会议员选举，金大中的平民党席位比上一届增加了20个，获得大胜，而执政的民自党只获得148个席位，达不到修改宪法的三分之二法定票数。威望大大提高的金大中势必要竞选下一届总统，而在民自党内，除了金泳三，就没有人可以与金大中抗衡了。为了保住民自党的执政地位，民自党不得不选举金泳三为民自党总统候选人。1992年8月，金泳三从卢泰愚手中接过了民自党总裁的职务。:382:342-343

##### 竞选再次失败退出政坛
1992年12月，金泳三与金大中分别作为执政民自党和在野平民党的总统候选人参加韩国第十四届总统大选。此次竞选，竞争非常激烈。执政党再次拾起朴正熙时代的老伎倆，造谣诋毁金大中“容共通共”。在大选开始前的1992年10月6日，政府披露了“李善实间谍网事件”，在韩国引起极大反响。朝鲜巨头间谍李善实先后三次潜入韩国，侵入韩国各界团体，并建立朝鲜劳动党韩国支部。执政党造谣说李善实到过金大中的家，还与金大中的夫人合了影。国家安全企划部造谣说“北方的金日成主席，在对南方广播中号召选民在此次选举中支持金大中候选人”。除此之外，执政党还煽动选民们的地区情绪，使金大中在竞选处在不利地位。金大中除了在汉城和湖南地方取得胜利外，在其它选区均败北。1992年12月19日，金泳三凭借执政民主自由党的支持当选韩国第十四届总统，成为韩国自朴正熙以来的首位文人总统。:352-356:382-383
此次总统竞选的失败给金大中带来很大的打击。已是奔古稀的金大中回顾自己四十年来艰难曲折的政治生涯，在大选后的第二天决定辞去国会议员的职务，从此退出政坛。韩国媒体对金大中的隐退做了铺天盖地式的报道。媒体在选举期间对金大中的冷酷打压，一夜间变成了“政界巨人”、“政界栋梁”、“现身民主化的40年”等英雄般的追捧与回顾。:356-358:384-386
1993年1月26日，金大中接受英国剑桥大学的邀请，以研究员身份赴英。他的研究课题是两德统一和欧洲合并。在欧留学期间，金大中多次走访德国，考察两德统一，完善充实“三阶段统一论”。在此之前，他与夫人还特意访问了荷兰海牙，为韩国海牙特使李俊烈士扫墓。在剑桥期间，金大中结识了天体物理学家斯蒂芬·霍金、现代社会学家安东尼·吉登斯、民主主义学家约翰·邓恩（John Dunn）等剑桥知名学者。1991年霍金访韩期间，金大中应英国驻韩大使的邀请出席宴会活动，与霍金首次见面。在剑桥，金大中和霍金是一墙之隔的邻居。他深为霍金的坚毅品格所感染。在英留学期间，金大中还撰写了自传随笔《为了新的开始》。1993年6月底，金大中结束了剑桥大学的研修生活，返回韩国。:360-368:387-389:17-19:295-297

#### 1997年总统竞选

##### 重返政坛
1994年1月27日，金大中与阿基诺遗孀、菲律宾首位女总统阿基诺夫人创立亚洲太平洋和平财团，金大中和阿基诺夫人共同担任财团会长。1993年12月10日，金大中作为韩国代表参加在泰国曼谷召开的亚洲民主人权问题国际会议创立大会，并做了重要讲话。金大中作为民主主义的象征再次得到世人的注目。1994年5月，金大中在朝鲜核问题成为全世界关注焦点之时出访美国。他在国家记者俱乐部发表演讲，呼吁朝鲜公开开发核能的真实情况，同时敦促美国与朝鲜建交，以一揽子计划来解决朝鲜核能问题。在金大中的撮合下，时任美国总统克林顿派卡特前总统前往朝鲜与金日成会谈解决核能问题，并取得了成功。同年11月，金大中还访问了中国大陸，与时任中共中央政治局常委、全国政协主席李瑞环会了面。:374-380:390
金大中退出政坛以后，在野民主党变得软弱无力，只能一味地去迎合政府和执政党，根本起不到在野党应有的作用。一些议员和民主党党员都希望金大中能够复出。金大中对这种现状也无法视而不见。1995年6月，在韩国三十年来首次地方议会和地方政权选举中，金大中支持的民主党大败执政的新韩国党。金大中认为时机已到，在1995年7月18日宣布重返政坛，重振在野党，以牵制一党统治结构。同年9月5日，金大中组建了新的政党新政治国民会议，并出任总裁。在1996年的国会议员选举中，国民会议成为韩国第一大在野党。:383-390:391

##### 赢得大选
为迎接韩国第十五届总统大选，金大中领导的新政治国民会议與金钟泌的自由民主联合結盟。1997年12月，金大中作为两党共同的总统候选人第四次竞选韩国总统，与执政党总统候选人大国家党总统候选人李会昌和脫離執政黨獨立參選的李仁济展开角逐。在竞选中，金大中提出“向着21世纪，向着统一的新政治”的竞选政纲，并根据国民对执政党和现状不满，提出“地区改变论”。同时，金大中充分利用亚洲金融危机对执政党的不利形势，大力树立“经济总统”、“已经做好准备的总统”的新形象。1997年12月18日，73岁高龄的金大中，以其四十多年的政治磨练和正确的竞选政纲最终击败了竞争对手，当选为韩国第十五届总统。:392-401
1998年2月25日，金大中正式宣誓就任韩国总统，入主青瓦台，成为五十年來首位当选总统的在野党领袖，实现了韩国现代史上朝野政党首次政权和平交接。金大中在就职演说中宣布，他的新政府将是以发展民主和经济为目标的“国民政府”。:395

### 总统任期

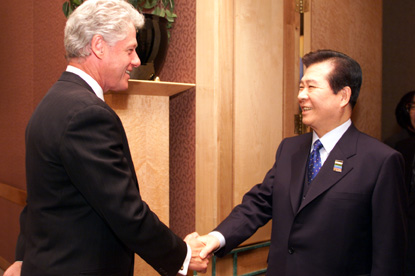
金大中在1999年9月12日於奧克蘭舉行的亞洲太平洋經濟合作會議中與美國總統比爾·克林頓會面

金大中當選之时正值亚洲金融危机重创韩国，可谓“受命于危难”。1997年12月，金大中在当选總統不久後与金泳三协商赦免了全斗焕和卢泰愚两位因贪污入狱的宿敌，并对他们对韩国经济发展的贡献给予肯定。金大中希望以此举团结韩国各党派共同应对金融危机:406-407:61-68。他主张改革导致人腐败的法律和制度。金大中奉行“大同一体”的国家观，反对狭隘的党派和地域观念。在IMF体制下，金大中协调韩国各党派部门对企业、金融、公共事业和劳动用工四个领域进行了大刀阔斧的改革:337:161。为克服外汇危机，金大中夫妇响应韩国国民掀起的“献金运动”，献出家中珍藏的金首饰。金大中亦亲自与HOT组合为韩国旅游做广告，不仅是韩国有史以来第一次国家元首亲自为旅游业拍广告，这在国际上也是破天荒的情況。在金大中的领导下，韩国经济在1998年缩水7%之后，在1999年迅速增长9.5％:198。金大中的改革不仅使韩国在较短的时间内走出了金融风波的危机，也使韩国经济从低级产品出口型经济转变成信息高科技型经济。金大中的改革为韩国日后的经济发展打下良好的基础，同时也增强了韩国抵御诸如2008年全球金融危机的能力。金大中因此被国际社会公认为克服金融危机的“优等生”。
金大中的“大同一体”国家观还体现在主张国家、民族团结。金大中上台后积极推动南北方的和解，历史性地与朝鲜劳动党总书记金正日成功举行首次南北首脑会谈，“给地球村上最后一个冷战地区带来阳光和温暖”。在与美、日、中、俄的外交政策方面，金大中实行“四强协调外交”，通过加强韩美同盟关系，改善韩日关系，稳步发展韩中关系和韩俄关系促进朝鲜半岛的和平稳定，提高韩国的国际地位和影响。
金大中的治国理念是民主制度、市场经济和社会福利协调发展。为此他摒弃官僚权威主义体制，改革财阀经济，扶植中小企业发展。他认为培育强大的中产阶层和市民社会，是韩国政治现代化的前提。1999年6月，金大中入选美国《商业周刊》“亚洲主导改革的50名领导人”。

#### 内政

##### 经济改革

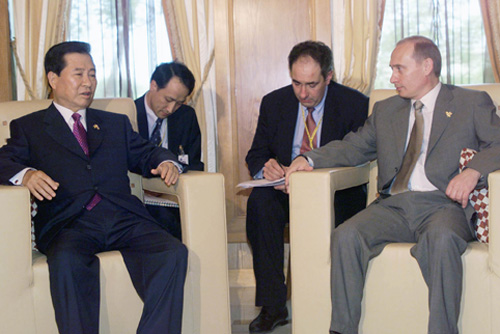
金大中出席亞太經合組織峰會，俄羅斯總統普京則坐在旁邊

在金泳三任期的最后一年，亚洲金融危机席卷韩国，高负债运营的韩国财阀遭到毁灭性打击，9家财阀相继宣布破产。财阀多米诺牌式的轰塌使大量国际资本撤离韩国，韩国外汇储备剧降，韩圆迅速贬值:1-2:206-207。进行经济改革重振韩国经济，成为刚刚上任的金大中迫切需要解决的问题。金大中对财阀的改革主要内容包括提高企业经营透明度、禁止债务互保、避免过度负债经营、实行专业化经营避免“章鱼爪式”的发展模式、加强控股股东和经营者的责任、治理财阀拥有的非银行金融机构体制、停止财阀内部相互投资行为以及非法内部交易、防止不正当的财富积累等。在与现代、大宇、三星、LG、SK当时韩国的五大财阀掌门人早餐会议商讨后，金大中上台之后随即出台了针对财阀改革的《公司改革五项任务》和《三项补充任务》。在“5+3任务”这一框架下，金大中政府针对财阀采取了“关闭、帮助和交换”三种应对方式。对于没有希望存活的公司，政府通过破产、变卖、合并以及法庭接管等措施进行关闭。截至1998年6月，共有包括当时韩国第二大财阀大宇集团在内的55家大企业被关闭。“大马不死”的神话也随着大宇集团的倒闭而被打破:172。对于那些负债严重但有存活希望的公司，金大中政府则要求债权银行对其实施资金帮助。截至1998年6月，共有83家公司因此受益走上了重组的道路。韩国当时最大的财阀现代集团也在金大中的经济改革中被解散、重组:49-50。除此之外，金大中政府还实施了“大规模业务互换”政策，通过将不同大财阀旗下的同行业公司进行合并重组，使大财阀互换业务。此举旨在解决重复投资和企业业务范围过大的问题。不过由于财阀的游说和政府的不坚定，很多交易最终变成了两个公司的简单合并或收购，因此没有达到业务互换的目的。这为改革的不彻底留下了伏笔。在改革大财阀体制的同时，金大中政府全力扶持中小企业和风险企业，以减少财阀在韩国GDP的权重。为应对世界发展的潮流，金大中提出科技立国的发展道路，并把发展信息技术提升为国家战略。他经常说：“我希望自己成为振兴IT业的总统。”金大中对信息科技产业的扶植为韩国经济的发展注入了活力和竞争力。另外，金大中还倡导发展文化产业，为韩国文化跻身全球舞台做出重要贡献。1999年，金大中将文化部门的预算提高了40%，使文化预算首次占到总预算的1%:525。韩国文化产业在金大中执政期间受益匪浅。“韩流”也在这个时期在亚洲兴起的。
长期以来，韩国实行“官制金融”，资本市场不发达，金融体系不健全，银行机构缺乏风险管理意识。在亚洲金融危机爆发前，韩国在本国金融体系还不成熟，缺乏相应监管措施的情况下，失序开放金融业，使得短期债务迅猛增加，最终导致本国的金融危机。为应对危机，韩国在1997年12月接受了国际货币基金组织583亿美元的援助。依据IMF和世界银行提出的一揽子措施，金大中政府对韩国金融体系进行全方位的改革:197。1997年12月29日，韩国国会通过了十三项金融改革措施。依照新的《韩国银行法》，央行行长经国会商讨后由总统直接任命，掌管最具政策制定权的货币委员会，从而切断了财经部对央行的实际控制权，增强了央行的独立性。1998年4月，直属于青瓦台，负责监督银行、证券公司和保险公司的韩国金融监督委员会（FSC）成立，成为韩国金融监管体系发展的转折点。金融监督委员会的成立使金融监管职能从财经部和韩国银行中分离出来。依据《金融产业构造改善法律》，金融监督委员会全权负责韩国金融重整。在存款保险制度方面，1997年12月31日，韩国通过修订《法案》进一步加强了存款保险制度。1998年4月1日，韩国存款保险公司承担存款保险责任的范围被扩大到包括银行、证券公司、保险公司、商人银行、互助储蓄银行和信用社的所有存款。另外，为应对金融危机，韩国资产管理公司（KAMCO）的职能也被拓展，可通过发行债券购买问题银行和其他金融机构的不良资产。此外，金大中政府还一改韩国以往消极封闭的外资政策，对外国投资积极开放，使韩国的外商投资环境得到极大改善。1999年，韩国引进外资金额从1998年的89亿美元猛增到155亿美元。
在金融结构调整方面，金大中政府应国际货币基金组织的要求对问题银行和金融机构进行了关闭、合并重组与民营化，并在1998年一年向银行业注入556亿韩元的公共基金消化“不良贷款”。在1998至2003年初这段时间，32.4%的韩国金融机构被关闭。其中，不良贷款问题最严重的综合金融社，93%被关闭，至2003年仅剩下三家在正常运营。另外，金大中政府还积极引进外资参股银行业，提高外资控股比例。据韩国中央银行统计，2003年外国投资者在韩国银行业的控股水平高达38.6%。为增强金融体系的安全性，金大中政府还引进以美国为标准的快速修正行为（PCA）体系，制定了与国际准则相比更为谨慎的贷款分类标准和制度规定。从1998年7月1日，韩国开始严格了准备金制度。1998年6月起，韩国还提高了金融业会计核算和政府稽核的标准。此外，金大中政府还加强了对短期外币债务的风险管理。国家以国际信用评级为标准揭示风险。
在金大中政府的积极应对下，韩国在很短的时间就走出了金融危机的阴影。1999年12月6日，金大中正式宣布金融危机结束。韩国成为东亚遭受金融危机冲击的国家中最早恢复的国家。到2001年8月，韩国的外汇储备已由危机时的39亿美元恢复到978亿美元，外汇储备量世界第五；韩圆兑美元的汇率基本稳定在11300：1的水平；失业率由1998年2月的5.9％降为3.4％；外债也同时大幅减少，由1997年末的1800亿美元降至1270亿美元，并成为净债权国。2001年8月23日，韩国提前3年还清了国际货币基金组织195亿美元的紧急救助贷款:339。

##### 行政和社会保障改革
由于韩国政府长期以来一直致力于扶植大企业发展，政府与企业和银行之间存在着过度的非市场经济的关系，官僚主义和腐败现象滋生，政府效率低下。亚洲金融危机的爆发使这一弊端充分暴露出来。为应对新形势下的社会经济发展，金大中提出了建立“小而高效的服务型政府”的行政改革目标。为此，他开展了调整公共部门结构、改革行政运营系统和改善对国民服务三个方面的行政改革。
1998年至2001年间，金大中进行了三次旨在转换政府职能，以适应行政需求变化的机构调整。这些调整加强了总统权限，增强了内阁调节经济的能力，强化了对食品药品安全、女性权益维护、人力资源开发管理等社会职能的监管力度。与此同时，金大中对政府公务员的人数进行了精简，使韩国公务员人数减少到1992年10年前的水准。2002年，韩国公务员人数与人口的比例在OECD国家中是最低的，成为名副其实的“小政府”。另外，金大中还通过积极开展国有企业的私营化，进一步缩小公共领域的范围。到2002年，共有74家国有企业完成了私有化进程。此外，金大中陆续将138项原属中央政府的业务和权限下放到各级地方政府，有效提高了行政效率。
在行政运营系统改革方面，金大中政府先后出台、修订了《责任运营机关设置法》、《国家公务员法》、《公务员薪酬规定》和《开放型职位运营规定》，通过引入开放型任用制、责任运营机关制和成果薪金制进行组织、人事运营系统的改革。两成司局级干部职位向外公开招聘，非政府民间人士可以与政府公务员共同竞争高级岗位。“开放型”的人事任用制度使政府可以通过聘用专业人员来提高专业化程度。公务员的薪酬实行基本工资和绩效奖金结合，为提高公务员的工作积极性和创新精神提供了激励机制。一些行政职能通过成立“责任运营机构”独立执行。这些机构通过契约的形式与所属的政府部门明确工作目标和人事财务状况，拥有宽松的政策和人事任命权。“责任运营机构”的工作结果由政府部门领导进行评估。根据“结果管理”制度，政府可以视其工作结果，返还全部或一定比例的财政预算节余。
在改善政府对国民服务方面，金大中政府从1998年开始在中央和地方政府广泛推行行政服务宪章制度，并对警察、住宅、交通、教育、环境、福利和劳動、食品和卫生等国民不满程度最高的领域进行了提高服务方面的改革。为提高服务质量以及政府效率和透明度，金大中还提出五年内实现“电子政府”的计划。2001年，金大中电子政府的门户网被联合国公共经济与公共管理部（UNDPEPA）和美国公共管理协会评为全球十大政府门户网站范例之一，其中首尔的民事业务公开系统，被国际公认为政府反腐败建设的典范。金大中的“电子政府”计划在他之后的各届政府得到了延续和发展。目前，韩国已经成为电子政务的世界领跑者。
由于长期奉行“经济增长第一、福利第二”的发展政策，韩国社会保障支出在GDP所在的比例远低于OECD国家的平均水平。面对亚洲金融危机导致的大批企业倒闭和高升的失业率，建设与自由市场经济相配套的社会保障制度，成为金大中政府另一个迫切需要解决的问题。这同时也是IMF对韩金融援助的条件之一。为此金大中将发展“生产性福利”作为改革的方向。为加速劳动弹性化的进程，韩国的工会、资方和政于1998年1月成立了劳资政委员会，并在同年2月签订了“三方协议书”，使处于财务困境的企业裁减雇员合法化:342。同时国家在原则上担负起了包括保障社会最低生活在内的社会责任。
在社会保险方面，金大中政府扩大了社会保险覆盖面。至2000年，无论企业规模大小，所有工人都合法拥有有了失业保险、工伤事故赔偿保险、国家养老保险和医疗保险。雇主、雇员和政府财政预算的社会保险缴费率都进行了调高。金大中还对韩国原来地区分割运营的医疗保险进行和合并，于2000年7月建成了全国统一的医疗保险体制，并依照修订的《药剂师法》推行了医药分离:602-603。在社会救济方面，《国民最低生活保障法》在1999年出台，通过国家财政资助低收入阶层来保障国民最低生活标准和支援国民自立。此外，在金大中任职期间，韩国还先后制定或修定了《家庭暴力防止法》（1998年）、《父母福利法》（2002年）、《儿童福利法》（1999年）、《残疾人福利法》（1999年）等一系列社会福利法律法规。

##### 其它
在金大中执政期间，韩国的人权状况獲得大幅提升。2001年1月，《疑问死亡真相纠正特别法》、《民主化运动有关人士名誉恢复及其补偿的相关法律》、《济州“4·3”事件真相纠正及牺牲者名誉恢复相关法律》等人权法律、法规在韩国国会通过。經由这些法律，韩国过去民主运动中的冤假错案獲得了平反，受害人或其亲属得到政府的赔偿。同年5月，在金大中的催促下，韩国政府制定了《国家人权委员会法》。同年11月，不受任何人干涉和指挥的独立人权机构，国家人权委员会正式成立。这为韩国人权的发展提供了法律和制度上的保障。由于在野党和保守机构的强烈反对，修改备受批评的韩国《国家保安法》修正案未能获得通过。但为修订《国家保安法》而采取的一系列措施，强调谨慎执行《国家保安法》的必要性，并加强执法过程中的人权意识。为了保障受刑人的人权，金大中政府修正了刑法。修正后的刑法为受刑人的申訴权提供保障，并改善惩罚制度，禁止教導所的工作人员任意使用戒具。修正后的刑法还允许受刑人读报、不限制受刑人发型、允许未判决犯人不穿囚衣。刑满释放的人员享有国民基本生活保障援助。:647-652
金大中政府为提高女性社会地位，保证女性权益方面做了诸多的努力。1998年7月，金大中政府开始实行旨在消除家庭暴力的《家庭暴力犯罪处罚特例法》和《家庭暴力预防和受害者保护法》；1999年1月，公布了《反性别歧视与受害人援助法》。2001年1月，韩国有史以来的首个女性部成立。民主党女议员韩明淑經金大中任命为韩国女性部首位长官（部长）:640-641。另外金大中在文化观光部、环境部和保健福利部启用了四名女长官。精通俄语的李仁浩被任命为韓國駐俄羅斯大使。:319-3202002年1月3日，陸軍上校梁承淑升任准將，成為韓國史上首位女性将領。金大中为她授予了三精刀:673。同年1月29日，金大中任命前政策企划首席代表朴智元为青瓦台首位女性发言人:674。7月11日，金大中任命了韩国首位女代理总理张裳:691。

#### 外交

##### 对朝鲜的阳光政策

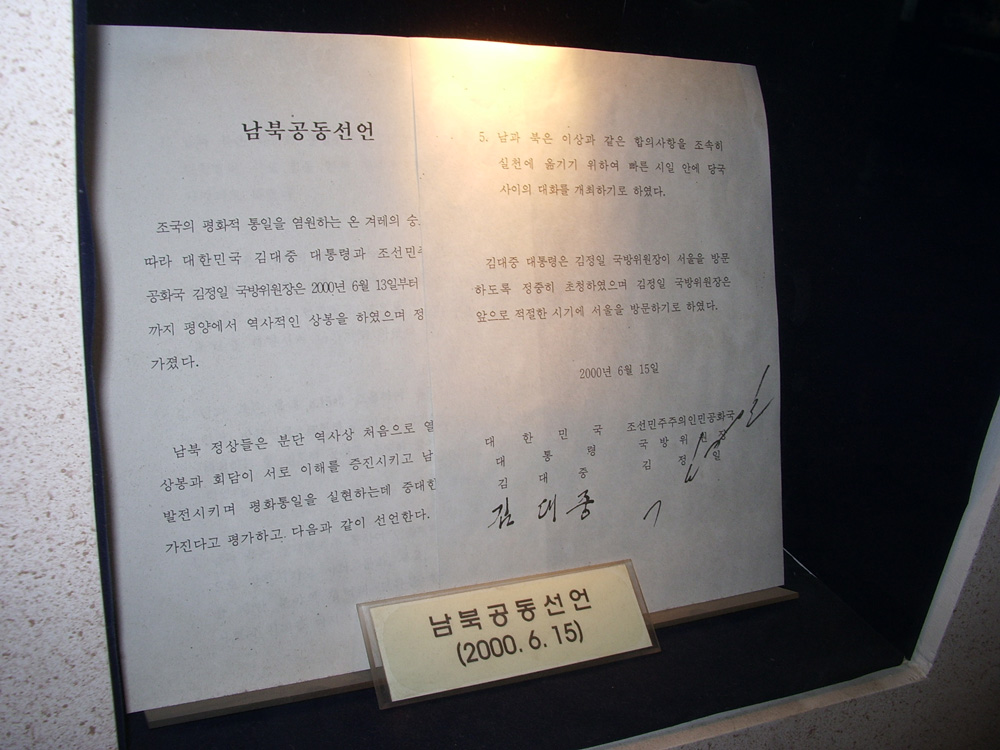
《南北共同宣言》的首末页

金大中生于日據时期，第二次世界大战结束后又经历朝鲜半岛南北分裂。他一直深信南北和解是“结束国家分裂悲剧，令祖国统一的最佳方法”，也是实现国家的和平与繁荣的前提。早在1971年金大中第一次竞选韩国总统的时候，他就大胆提出了南北“三阶段统一论”的方案 ，主张“南北交流，对共产党国家敞开外交大门，与朝鲜半岛周边四大国和平合作”。这在当局还在提倡“灭共统一”的当时，引起了极大反响。1972年，他还提出南北同时加入联合国，取得国际社会交叉承认等主张。1980年代初，金大中根据国际形势对“三阶段统一论”进行了调整，提出通过“和平共存与交流—邦联—完整统一”三个阶段实现南北和平统一。1993年，金大中在德国考察了两德统一，进一步充实和完善了“三阶段统一论”的方案。1995年8月出版的《金大中的三阶段统一论》提出了“南北联合－联邦制－统一国家”的三阶段统一方案。:157-159:416-417:253-256经过30年的研究，他认为“三阶段统一论”是正确的，因此他要做“统一总统”:254-256。
1998年金大中上任总统后，有“阳光政策”之譽的南北和解政策正式开始付诸实施。在金大中的就职演说中，他提出了“阳光政策”的三项指导原则：第一，韩国絕不容忍朝鮮破坏和平的任何军事挑衅；第二, 韩国没有吞并朝鲜以求实现统一的任何意图；第三,韩国将扩大同朝鲜的和解与合作。1998年3月26日，在金大中总统主持的内阁会议上，韩国统一部部長康仁德作了关于新的“北韩政策的指导方针”的报告。报告指出为取得通过和平、和解和合作来改进南北关系的目标，金大中政府将推行以下具体政策：第一，南北方必须忠实履行双方于1991年12月达成的“基础协议”；第二，在政经分离的原则下鼓励发展南北间的经济合作，增加对朝投资，简化经济合作许可程序；第三，力促红十字会与朝鲜优先解决离散家属团聚问题，并为离散家属团提供团聚费用政府补助，简化互访的法定程序；第四，通过发展农业和经济合作，以及人道主义援助帮助朝鲜解决粮食短缺问题；第五，限制和消除核武器等大规模杀伤性武器，实现军备控制；第六，支持朝鲜与美国、日本，以及其它西方国家实现关系正常化。:44
1998年6月16日，现代集团名誉会长郑周永赶着500头黄牛穿越板门店进入朝鲜，开启了著名的“黄牛外交”，也拉开了南北经济合作的序幕:446。阳光政策不是对朝鲜简单的包容政策，而是以坚定的安保为前提的。1999年6月15日，南北发生“第一次延坪海战” 朝鲜舰艇护卫着朝鲜渔船越过了北方警戒线。双方最终武装交火，朝鲜一艘鱼雷艇被击沉，一艘警备艇严重破损:507-509。2000年3月，在南北民间交往发展的基础上，韩国文化部部长朴智元与朝鲜特使宋浩京在新加坡举行了首次秘密会谈。次日，正在德国访问的金大中发表了敦促南北和解的讲演《柏林宣言》。同年4月8日，南北特使在北京就首次首脑会晤达成共识，即《4·8协议书》。:540-543

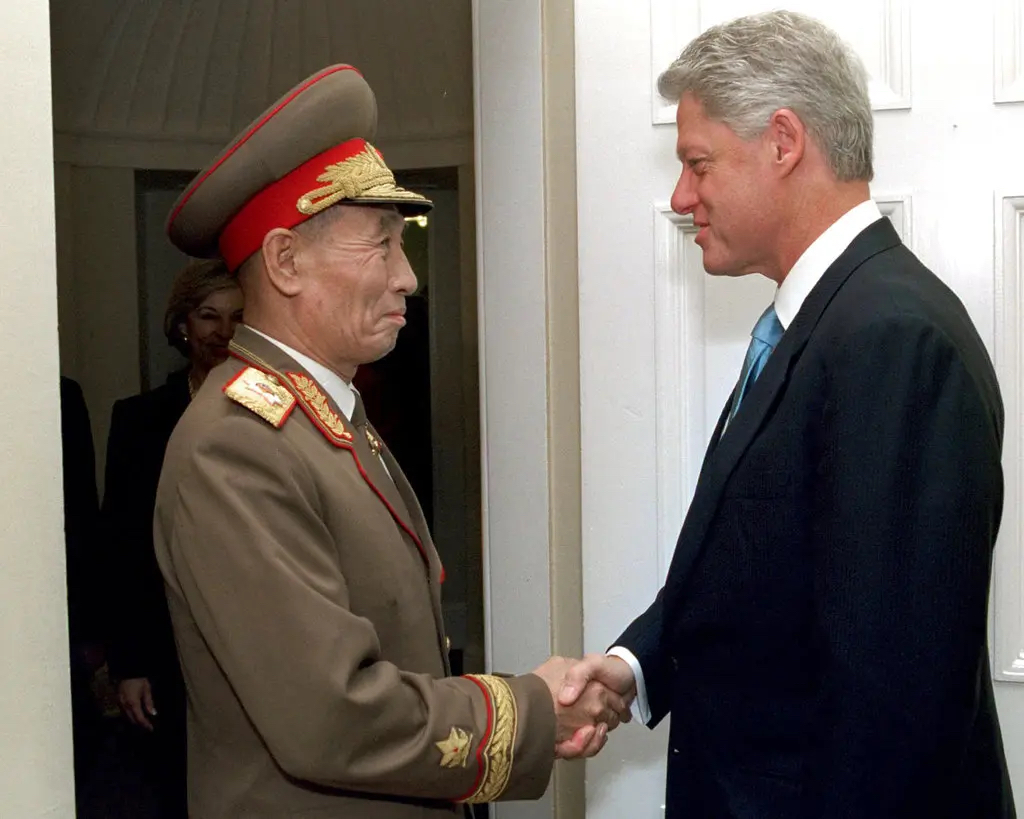
2000年10月10日，时任美国总统克林顿在华盛顿白宫会见了朝鲜国防委员会第一副委员长赵明录。

2000年6月13日，金大中正式出访平壤与朝鲜劳动党总书记兼国防委员会委员长金正日举行了历史性的朝韩首脑会晤。这是朝鲜半岛分裂半个多世纪来，双方领导人的首次会晤。金大中抵达平壤时，受到了金正日、最高人民会议常任委员长金永南等朝鲜领导人的迎接和60万平壤市民的夹道欢迎。6月13日-15日，金大中就南北和解和统一、散家属团聚、双方交流合作等问题与金正日坦率地交换了意见，双方在所有领域达成共识，并于6月15日发布了《南北共同宣言》。《南北共同宣言》内容包括：北南双方自主解决国家统一；双方将朝着各自提出的“联邦制”和“邦联制”的共同点促进统一；通过经济合作，均衡地发展民族经济，并加强社会、文化、体育、卫生、环境等各个领域的合作与交流；在8月15日之前交换离散家属访问团；双方尽快举行当局间的对话，金正日将在适当的时候访韩。朝韩首脑会晤意义深远，为创造半岛和平提供了契机:553-575。同年10月13日，金大中因对朝鲜半岛和平和民主事业的突出贡献被挪威诺贝尔委员会授予诺贝尔和平奖，成為韓國第一位诺贝尔奖得主。
金大中的阳光政策使朝鲜半岛南北关系得到空前和解。2000年8月15日光复节，南北双方时隔15年再次举行了离散家属团聚:589。同年9月15日，在悉尼奥运会开幕式上，韩朝双方体育代表团高举朝鲜半岛旗帜首次共同入场:595。9月24日，朝鲜人民武装力量部部长金一哲率领的由13人组成的朝鲜代表团越过板门店，参加在济州岛举行的南北国防部长会谈。会谈结束后，金大中在青瓦台接见了金一哲一行。这是朝鲜军方首脑首次穿越军事分界线和到访青瓦台:597。韩国现代峨山集团同朝鲜亚太和平委员会的金刚山旅游项目，开城工业园区，南北铁路连通工程等都开始于金大中执政时期:38。阳光政策对朝鲜也产生了非常积极的影响。2000年，朝鲜先后与英国、意大利等10多个西方国家建交或复交。2002年，朝鲜开始了较为深入的经济改革。阳光政策在金大中之后的卢武铉政府得到延续和发展。不过，2003年有关金大中政府在南北首脑峰会前通过现代峨山向朝鲜汇款的丑闻曝光。金大中的阳光政策因此遭到质疑和指责。2008年李明博出任韩国总统后，阳光政策被放弃:137。

##### 四强协调外交

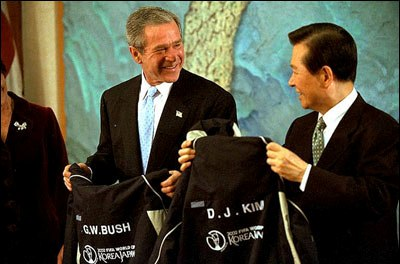
金大中与小布什在青瓦台晒2002年世界杯足球赛的纪念夹克

作为韩国民主斗士的象征，金大中在早期民主运动中曾多次受助于美国。执政期间，金大中的对美政策是加强韩美同盟关系。金大中认为美国在韩国驻军是符合韩国国家利益的，并希望驻韩美军的地位能与驻日美军的地位同等。2000年8月，金大中在接受《华盛顿邮报》采访时说：“即使朝韩统一之后，美国在东北亚的驻军仍需保留。假如美军撤走，本地区将会出现很大的权力真空，这会导致本地区的国家为争夺霸权而敌对。”金大中对驻韩美军的观点也得到了金正日的最大理解。对于韩国国内的反美情绪，金大中认为应该通过互惠、和平等原则来调整解决。金大中同时希望美国与朝鲜能改善关系。比尔·克林顿执政时期，美国对金大中的阳光政策给予了极大的支持。朝美关系得高空前的改善。2000年10月，时任美国总统克林顿在华盛顿白宫会见了金正日特使朝鲜国防委员会第一副委员长赵明录，并发表了“美朝联合公报”宣称“两国政府将不再对对方抱有敌意”，并“将建立起有别于过去敌对关系的新型关系”。同年10月23日，时任美国国务卿奥尔布赖特应邀出访了朝鲜，与金正日会见，为克林顿访朝做准备:609。应金正日的邀请，克林顿原本打算访问朝鲜，但由于忙于中东事务加之任期将满，最终没能抽出时间访朝。2001年1月20日，保守派的小布什出任美国总统，美朝关系开始发生变数。同年9月，美国发生“9·11”恐怖事件。小布什将朝鲜列为“邪恶轴心国”，美朝关系走到了另一个极端:623。为修复破裂的美朝关系，金大中尽最大可能消除“阳光政策”与“邪恶轴心”的隔阂:675-677。2003年10月，小布什派遣美国国防部亚太地区事务部长助理访问朝鲜，旨在表明美国对朝鲜与伊拉克不一样。不过朝鲜对派来的美国特使采取了强硬的态度，宣布拥有高浓缩铀，并称此举是遏制美国的军事威胁。于此同时，朝鲜希望与美国通过谈判的方式和解。但此后，美国一直坚持朝鲜先放弃核武才会对话。:694-695
在加强韩美同盟的同时，金大中还致力于改善与日本的关系。韩日两国于1965年6月22日正式建立外交关系。当时，时任韩国总统朴正熙为了急于从日本获得发展经济的资金与技术，在没有解决历史问题的情况下，不顾国内的强烈反对与日本签署了《韩日基本条约》。之后，韩日关系发展一直不顺利。1998年，时任日本首相小渊惠三提出“20世纪发生的事情，要在20世纪内解决”的政见，并邀请金大中访日。同年10月，金大中在访日期间与日本签署了建立面向二十一世纪新型伙伴关系的《韩日伙伴关系共同宣言》。日本首次以联合宣言的形式向韩国就历史问题表示“痛切的反省和道歉”。韩国同意在五年内分三个阶段解禁对日本文化产品的进口。韩日两国还签订了新的《韩日渔业协定》，双边关系得到提升:460-461。2002年，韩日两国联合举办了世界杯足球赛。金大中和时任日本首相小泉纯一郎共同出席了漢城的开幕式，并分别致辞。同年6月30日，金大中在日本参加了世界杯的闭幕式。金大中夫妇还在日本天皇和皇后的陪同下观看了决赛。2002年被称为“日韩交流年”。韩日世界杯的举行成为韩日关系发展史上的一个重要历史事件。在倡导美国与朝鲜改善关系的同时，金大中也希望日本与朝鲜改善关系。2002年9月17日，时任日本首相小泉纯一郎访问了朝鲜，并与金正日签署了《朝日平壤宣言》:212。
金大中曾多次访华，被中国官方称为“中國人民的老朋友”。金大中首次访问中国，是在1994年应中国外交学会的邀请，出席太平洋学术研讨会的开幕式。同年11月2日，金大中访问中国社科院期间，獲授“中国社会科学院名誉研究教授”名銜:303-304。1998年11月12日，金大中应时任中共中央总书记、中国国家主席江泽民邀请，首次以大韩民国总统的身份访华。访问期间，金大中与江泽民宣布将韩中关系由六年前两国建交时确立的“友好合作关系”升级为“面向21世纪的韩中合作伙伴关系”。这是兩國关系发展史上的一个里程碑。金大中任职期间，韩中经贸发展延续了自两国建交以来的迅猛增长势头。在金大中任期的最后一年2002年，也是两国建交十周年，韩中双边贸易额已达315亿美元，比建交初期增长五倍。韩国与中国成为各自的第三大贸易伙伴国。中国也成为韩国对外投资的第一大对象。在朝鲜半岛问题方面，中華人民共和国政府支持朝鲜半岛的南北和解。金大中政府也对中華人民共和国加入世贸组织给予支持。

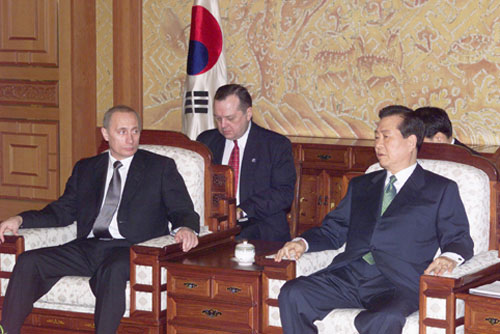
2001年2月，金大中与访韩的俄罗斯总统普京

1991年苏联解体后，俄罗斯为从韩国获得经济援助和合作，一直积极与韩国发展双边关系。金大中执政期间，两国继续巩固友好关系，双边经济、技术和军事领域的合作不断扩大。1999年金大中到俄罗斯进行国事访问，双方发表了进一步发展双边全方位的互补伙伴关系的联合声明。同年俄罗斯国防部长出访韩国，双方决定定期举行军事首脑互访和国防政策协商会议。2001年2月26日，俄罗斯总统普京访问韩国。两国就多项政治、经济合作达成了协议，并发表联合声明。双方决定定期举行总统、总理和议长等高層会晤，进一步发展两国互补伙伴关系。俄罗斯支持韩朝进一步和解，实现朝鲜半岛和平。2001年，两国签订《韩俄航天技术合作草案》，俄罗斯将帮助韩国建立能自己发射卫星的发射站（2004年5月，韩国成为继俄罗斯之后，世界上第二个拥有从导弹发射台垂直弹射出的空中点获技术国家。）。两国也在共同开发西伯利亚资源方面广泛合作。此外，金大中政府还提出建设“钢铁丝绸之路”的蓝图，计划建设一条欧亚大陆桥，从韩国釜山经朝鲜直通欧洲（金大中在2000年6月韩朝首次会晤期间曾与朝鲜就通过京义线重新连接朝鲜半岛达成协议。）。此设想在2013年普京访韩期间再此被提上日程。

##### 其它
金大中非常支持缅甸的民主主义事业和反对对东帝汶民族独立的镇压。这也是他获得诺贝尔和平奖的原因之一:607。1999年8月30日，东帝汶在联合国监督下举行公民公投，结果78.5%的东帝汶居民支持独立。对此，印尼军方支持的武装組織在东帝汶进行了报复性血腥屠杀，东帝汶三分之一的人口丧命。金大中对此践踏人权的暴行极其愤慨。在随后9月13日于紐西蘭奥克兰市举行的亚太经合组织首脑会议上，金大中对与会的美、日、中等国家元首进行了游说。在大会闭幕前夕，韩（金大中）、美（克林顿）、日（小渊惠三）三国领导发表了支持东帝汶独立，要求联合国和印尼做出积极反应的声明。金大中还向参加大会的印尼財政部長施压，要求印尼政府提出解决方案，否则将动员所有与会国家元首发表APEC声明。当晚子夜之后，发生在东帝汶的血腥镇压停止了。APEC会议结束后，联合国常绿树部队开始进驻东帝汶，韩国也派兵支持此次行动。后来，常绿树部队被东帝汶人民称为“和平的使者”，东帝汶市中心最大的一条主路被命名为“韩国朋友之路”。东帝汶反抗协会副会长在到访青瓦台时对金大中说：“印度尼西亚占领东帝汶后，有接近20万名国民失去了生命。如果不是金总统，恐怕还会有10万人失去生命。”:518-521
对于缅甸的人权问题，金大中曾联合100名国会议员写联名信，并两次亲自写信给缅甸军政府表示抗议，并声援昂山素季。1998年，时任联合国秘书长安南来韩领取首尔和平奖时，金大中还敦促联合国能在缅甸问题上发挥更大的作用:466。1999年11月在出席马尼拉ASEAN+3会议期间，金大中会见了时任缅甸总理丹瑞，并劝导缅甸军政府与昂山素季进行对话:528-529。金大中也积极与周边亚太邻国发展关系，在亚太地区的国际性会议中与亚太国家领导人探讨应对金融危机的方法和维护亚太地区民主人权等。在他总统任期内，金大中先后走访了马来西亚:474、越南:483-485、蒙古:502-503、紐西蘭和澳大利亚:518、菲律宾:527、文莱:617、新加坡和印尼:617。
金大中政府与欧盟保持着很好的关系，并积极促进欧盟与朝鲜改善关系。2000年10月20日，韩国以东道主身份举办第三届亚欧首脑会议，有26名亚欧国家领导人與会，并通过了《2000年亚欧合作框架》、《关于朝鲜半岛和平的首尔宣言》:609-612。英国是与韩国最早建交的欧盟国家。1998年3月19日，英国女王伊丽莎白二世和菲利普亲王访韩。这是自1883年两国签订《韩英友好通商条约》，英国王室时隔100年再次访韩:496-497。2000年12月金大中访英期间，獲伊丽莎白女王頒授圣米迦勒及圣乔治勋章（GCMG），剑桥大学也授予他名誉法学博士学位。访英结束后，金大中前往挪威和匈牙利进行国事访问，并在法国斯特拉斯堡出席欧盟议会。金大中作为亚洲领导人首次在欧盟议会发表了演讲。次年开始韩国欧盟峰会开始定期召开。:669
金大中对德国懷有感情。1998年金大中政府成立之后，首位到訪的外国领导人就是时任德国总统赫尔佐克。德国对金大中应对亚洲金融危机采取的措施和对朝鲜的阳光政策都给予肯定和支持:456。2000年3月访德期间，金大中发表了敦促朝鲜半岛南北和解的《柏林宣言》，對促成首次朝韩首脑会晤具有关键作用:540-541。在此次访欧期间，金大中还走访了意大利、梵蒂冈和法国。金大中是首位访问罗马的韩国总统。他和夫人一起会见了教宗若望保祿二世。在访法期间，金大中向法国希拉克总统提出了两国联合建设“跨欧亚大陆信息网”，使亚洲和欧洲通过“光速的丝绸之路”成为“网络邻居”。:537-539
2001年3月21日，南非前总统曼德拉到访了韩国。曼德拉和金大中两人有相似的经历，都是在75岁那年获得诺贝尔和平奖。在金大中最后一次参加总统竞选时，曼德拉将陪伴他27年铁窗生涯的手表送给了金大中。访韩期间，曼德拉对金大中的“阳光政策”表示了支持。两人发表了《为了世界和平与繁荣的倡议》，决定为了世界和平与民主，保障人权，消除贫困共同努力。:645-646

### 卸任后晚年生活與逝世

#### 卢武铉执政时期
韩国总统依照韩国政治传统，在卸任后不再参与政治。金大中在卸任演说中也表示，卸任后希望过平静的生活。不过金大中卸任后的晚年生活并不安稳。金大中的次子金弘业和三子金弘杰在他任职末期因受贿罪被拘捕和判刑后，而其长子、民主党国会议员金弘一也在他卸任后不久因涉嫌受贿而被起诉。此外，金大中的“阳光政策”后遭到了韩国保守势力的严厉抨击，甚至被嘲笑为“倒贴式政策”。2003年3月15日，卢武铉宣布“对北汇款事件”的特别法案。金大中对此认为“这一问题不能成为司法审查的对象”，并愿承担所有责任。金大中在自传中有关“对北汇款事件”是这么解释的“有钱的哥哥访问贫困的弟弟的时候，怎么能空手去见面呢。但政府直接给朝鲜提供支援，法律上确实存在问题。我不得不通过现代集团向朝鲜提供援助。”当时韩国国务委员除了一名支持调查外，其他委员也都反对卢武铉的做法。不过在卢武铉的坚持下，“特别检查”对银行、企业和政府相关人员进行了彻底的调查。金大中政府的核心人物，前统一部长林东源、前总统秘书室长朴智元和前总统经济首席秘书李起浩先后被拘捕和起诉。时任现代集团会长郑梦宪在自己的办公室内跳楼自杀，给韩国社会带来巨大冲击。:710-711
2004年1月29日，金大中出席了“金大中内乱阴谋事件”的再审公判，对23年多前被判处死刑的金大中改判无罪。同年9月24日，首尔高等法院又做出要求韩国政府向金大中支付9,490万韩圆国家赔偿的判决，用于赔偿金大中1980年5月18日至1982年11月22日因被错判入狱所遭受的经济和精神损失。:715-716
卸任后，金大中收到了众多来自世界各国的访问邀请。2004年5月10日，金大中应邀出访了法国、挪威和瑞士。这是他卸任后的首次海外出行。此次欧洲三国之行，他在法国举行的“2004年经合组织（OECD）论坛”、挪威奥斯陆诺贝尔研究所和瑞士日内瓦召开的“第57届世界卫生组织大会”上发表了主题演讲。同年6月29日，金大中应邀访问了中国，除了与中共中央总书记胡锦涛会面外，还与时任中共中央军事委员会主席江泽民会面。同年11月6日，金大中还应瑞典首相和罗马市长的邀请，访问了瑞典和意大利罗马。:716-7182007年5月12日，金大中被德国柏林自由大学授予第一届“自由奖”，出访了德国。同年9月17日，金大中应美国前总统克林顿的邀请访问了华盛顿和纽约。访问期间，金大中还与联合国秘书长潘基文以及美国前国务卿基辛格、奥尔布赖特、鲍威尔、美国前财政部长（花旗银行总裁）罗伯特·鲁宾等举行了会谈。:730-731
2005年，在金大中获得诺贝尔和平奖5週年之际，金大中邀请了前德国总统里夏德·冯·魏茨泽克夫妇访韩。金大中与来访的魏茨泽克举行了题为“德国统一的经验与朝鲜半岛”的特别对话。特别对话由首尔大学韩相震教授主持。KBS在年末播放了该对话:721。2006年6月14日，金大中在光州世界杯足球场参加了《南北共同宣言》发表六周年的民族统一大庆典开幕仪式。次日，金大中参加了诺贝尔奖获奖者光州会议。这是该会议在1999年首次召开以来，第一次在罗马之外的城市举行。:724

#### 李明博执政时期
2008年4月，金大中访问了美国波特兰和波士顿，20日，在哈佛大学肯尼迪学院做了题为“阳光政策是成功之路”的演讲:737。同年9月，金大中出席了在挪威斯塔万格举行的“诺贝尔和平奖”峰会，并做了题为“对话的力量——以共同利益为目标的相互主义对话”的演讲。10月26日，金大中应邀参加了在沈阳举行的“东北亚地区发展与合作论坛”，之后到访了与朝鲜半岛一江之隔的丹东市:742-744。2009年5月4日，金大中应外交学院的邀请再次访华，并在人民大会堂与时任中国国家副主席习近平会了面:750-751。
繼金大中就任總統的卢武铉對其十分敬重。两人关系虽然有时紧张但很密切。2009年5月23日，当金大中得知卢武铉跳崖的消息后，曾说：“好像身体垮了一半。”5月28日，金大中坐着轮椅与夫人在首尔站灵堂吊唁卢武铉时说：“如果我遭到像前总统卢武铉那样的侮辱、挫折和绝望，恐怕我也会做同样的选择...这个世界就是如此，有时会阴天，但也会有晴天。如果勇敢的人都无法承受，那怎么行...检方对卢武铉包括本人、夫人和全家亲戚等无一遗漏地进行调查，但直到卢武铉逝世，检方还拿不出确凿的证据。”在第二天举行的遗体告别仪式上，金大中握着卢武铉遗孀权良淑的手失声痛哭。他还向记者表示他本想遗体告别仪式上发表追悼词，但却遭到了政府的阻止。在《6·15南北共同宣言》九周年活动中，金大中说他与卢武铉“前世好像是亲兄弟”并指责现政府是“独裁政权”。

#### 去世
金大中卸任后，身体状况每况愈下。2003年，他接受了冠状动脉扩张手术，术后每周做三次肾脏血液透析。2005年，金大中因肺水肿两次住院，此后经常出入医院。2009年初，金大中的健康状况已经非常糟糕，只能坐着轮椅出席故總統卢武铉的告别仪式，現場甚至有救护车待命，以防万一。2009年7月13日，金大中因肺炎住进新村世福兰斯医院的；8月18日，金大中的病情急剧恶化，经抢救无效而去世，享年85岁。

## 纪念

### 葬礼

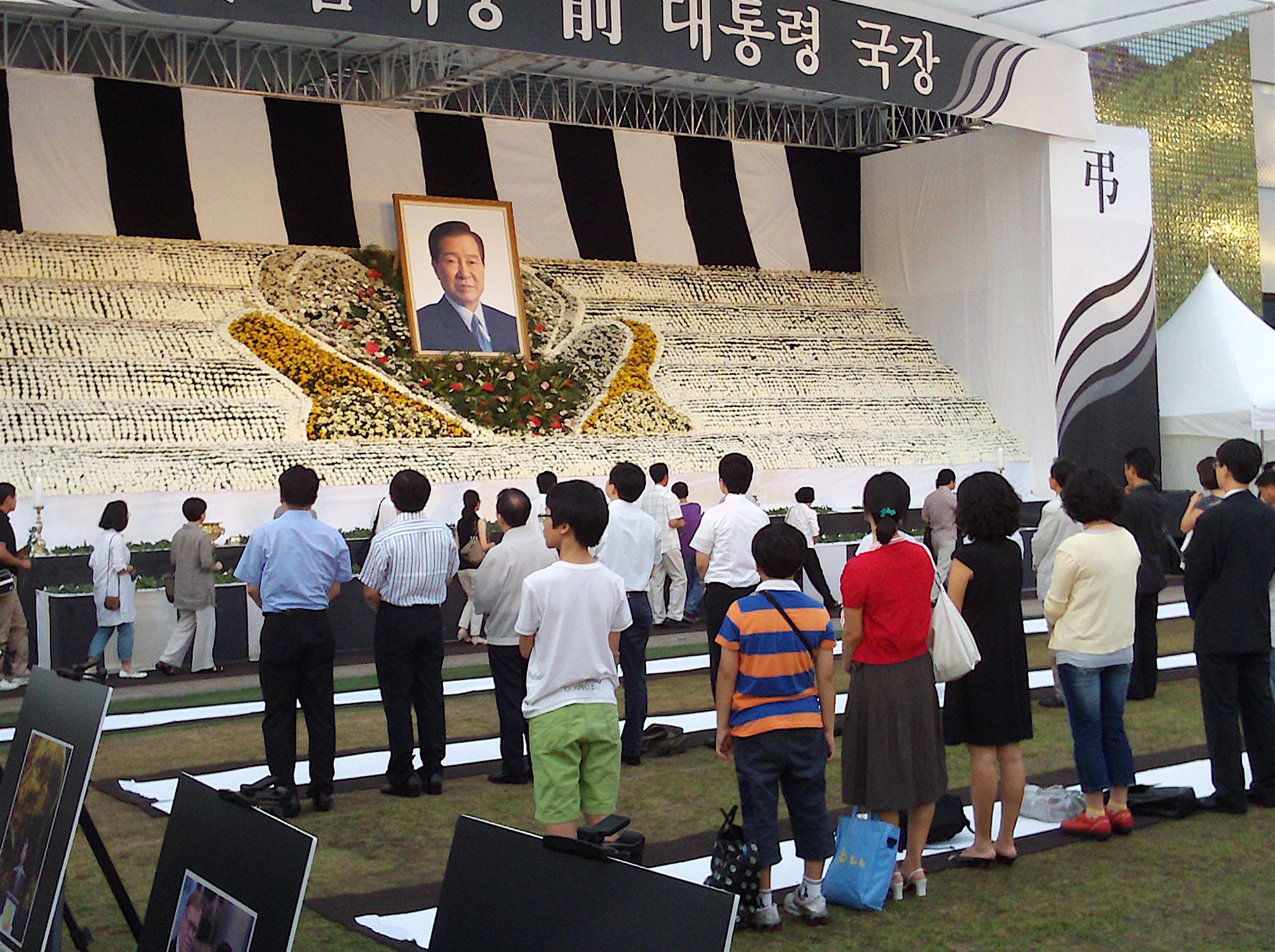
韩国民众吊唁金大中的灵堂

金大中去世的第二天，考虑到他生前对国家和民族的莫大贡献，李明博政府从全局考量决定为他举行为期六天的国葬。国葬期间，韩国全国降半旗。这是继朴正熙1979年遇刺身亡而举行的国葬后，韩国三十年来首次举行国葬，也是首次为前总统举行国葬。葬仪委员会由来自韩国政界、教育界、宗教界和经济界的人士以及遗属推荐亲人等2371人构成，是韩国历史上规模最大的国葬。葬仪委员长为时任韩国国务总理韩升洙。

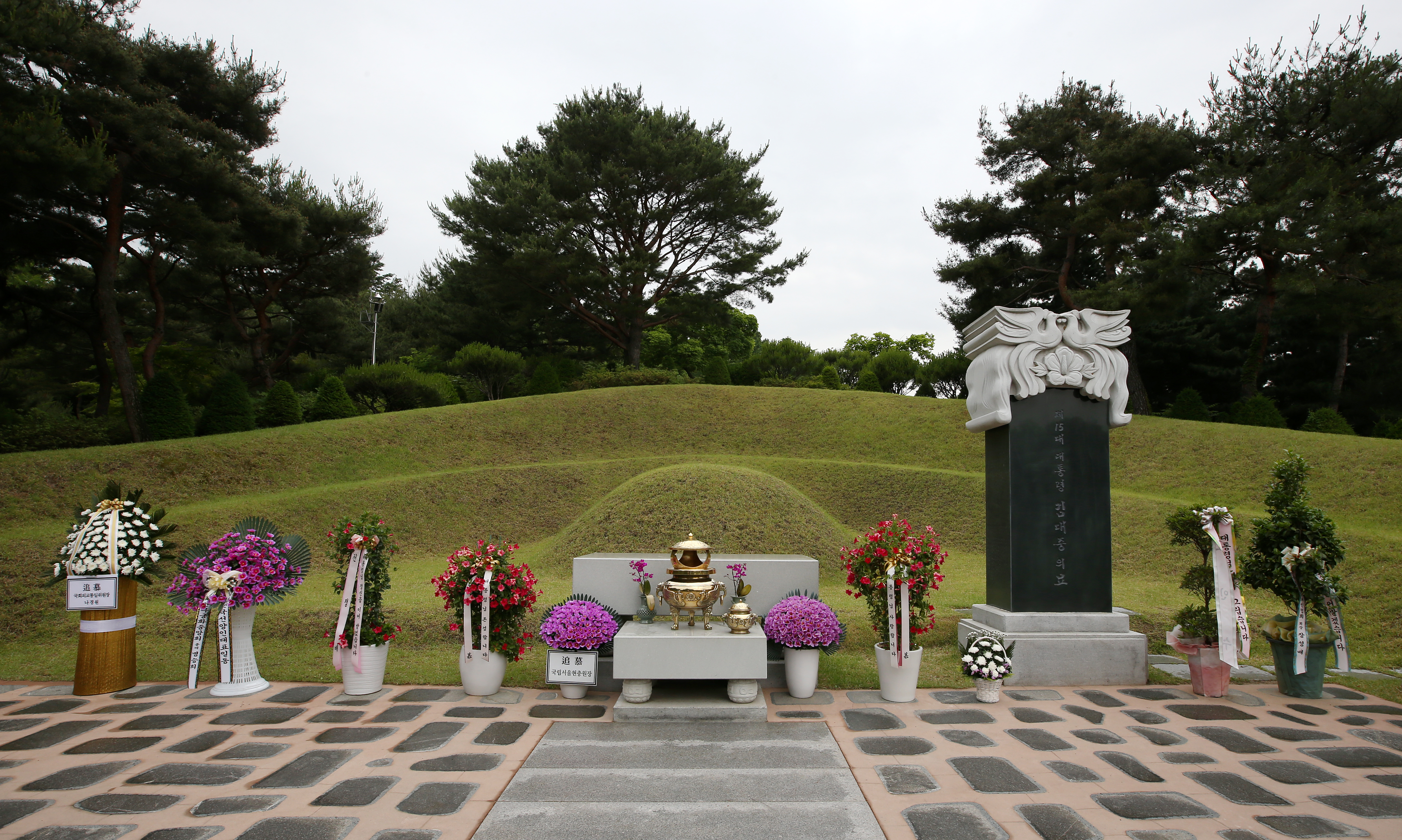
國立首爾顯忠院內的金大中墓園

2009年8月23日下午2时，金大中的喪禮在韩国国会前院举行。金大中遗孀李姬镐等遗属、时任韩国总统李明博和夫人金润玉、前总统金泳三、各國驻韩使节、代表及韩国民众等三万多人参加。中国前国务委员唐家璇、美国前国务卿和日本前眾議院议长河野洋平等各國政要分别代表各自政府前来吊唁。朝鲜劳动党总书记金正日在金大中去世后，向金大中遗属发来了唁电。朝鲜劳动党中央书记金己男率领的朝鲜吊唁团21日到金大中灵堂进行了吊唁，并慰问金大中家属。喪禮持续约九十分钟。總理韓昇洙在悼词中说：「总统阁下为民主主义、人权、和平及民族和解奉献了一生。他的足迹将作为我们的光荣历史永世流传。」喪禮後，金大中的靈柩移送往国立首尔显忠院安葬。灵车途径汝矣岛民主党党社、东桥洞私宅（已扩建为“金大中和平中心”）、光化门世宗十字路、首尔广场及首爾車站等市內地标。数十万民众在灵车经过的地方，夹道为金大中送行，场面十分感人。

### 其它
2003年2月，延世大学将金大中捐赠的亚洲太平洋和平财团总部大楼改建成金大中圖書館。这是韩国首座总统图书馆。图书馆由延世大学统一研究院管理。馆内藏有金大中获得的诺贝尔和平奖奖章、金大中生前照片、遗物和数万件金大中捐赠的、与金大中有关的，以及延世大学添加的朝鲜半岛统一研究方面的书籍。
金大中的故乡木浦市建立有“金大中纪念馆”。金大中母校“木浦第一高中”的图书馆前立有金大中的铜像。韩国光州广域市的金大中會議中心，以及连接全罗南道新安郡和务安郡的金大中大橋都以金大中的名字命名。
2010年8月，在金大中逝世一周年之际，韩国三人出版社出版了《金大中自传》，在韩国产生热烈影响。此书刚一发行，八万册图书就被销售一空。日本NHK电视台曾在金大中生前拍过一部题为《金大中献给日本人民的自传》的纪录片。该片创NHK成立以来的纪录片第二高收视率:173。2002年，日韩两国合作拍摄的金大中綁架事件题材电影《KT》获柏林国际电影节金熊奖提名。

## 家庭
金大中的第一任夫人是车容爱。两人于1945年4月9日结婚:36，婚后育有金弘一和金弘业两子；金大中的第二任夫人是李姬镐。两人在车容爱去世两年后的1962年5月10日结婚，婚后有一个儿子金弘杰:85-103:68-72。在金大中因反对独裁统治被捕入狱期间，长子金弘一曾遭当局的拘捕并被严刑拷打，腰部受伤；次子金弘业曾遭当局的拘留审讯；小儿子金弘杰当时还在上高中而免遭迫害。金大中的三个儿子都曾因受贿被判刑，其中两个被拘捕。金大中为此曾五次向国民道歉，并于2002年5月6日宣布退出他所在的执政党新千年民主党:12。
- 长子金弘一，韩国前国会议员，2006年因涉嫌受贿被判处有期徒刑两年，缓期三年执行，其议员职务也被解除[111]。金弘一患有帕金森病。有观点认为他的病是1980年代被当局严刑拷问的后遗症[113]。因为身体不便，金弘一被免于拘留[114]。
- 次子金弘业（朝鲜语：김홍업），原亚太和平财团副理事长，2003年因涉嫌受贿和逃税被判处有期徒刑两年并处以6.6亿韩圆罚款[115]，2005年8月被赦免[116]。2007年4月，金弘业在国会议员补选中曾再次当选国会议员，不过在2008年的国会选举中落选[114]。
- 三子金弘杰（朝鲜语：김홍걸 (1963년)），留学于美国南加州大学，后在帕蒙纳大学太平洋研究所做研究员[117]。2002年，金弘杰因受贿赂和逃税被判处有期徒刑两年，缓期三年执行，并被处以2亿韩圆的罚款[118]。2005年8月，在韩国光复60周年之际，金弘杰被韩国政府赦免[116]。

## 選舉履歷
| 年度 | 選舉屆數               | 選舉區         | 所屬政黨       | 得票數     | 得票率 | 當選標記    | 備註         |
| ---- | ---------------------- | -------------- | -------------- | ---------- | ------ | ----------- | ------------ |
| 1954 | 第3屆民議院選舉        | 全羅南道木浦市 | 無黨籍         | 3,391      | 9.98%  |             |              |
| 1959 | 上半期補選（國會議員） | 江原道麟蹄郡   | 民主黨         | 8,483      | 28.13% |             |              |
| 1960 | 第5屆民議院選舉        | 江原道麟蹄郡   | 民主黨         | 6,538      | 30.98% |             |              |
| 1961 | 5月補選（國會議員）    | 江原道麟蹄郡   | 民主黨         | 7,698      | 36.50% |             |              |
| 1963 | 第6屆國會選舉          | 全羅南道木浦市 | 民主黨         | 22,513     | 56.10% |             |              |
| 1967 | 第7屆國會選舉          | 全羅南道木浦市 | 新民黨         | 29,279     | 56.28% |             |              |
| 1971 | 第7屆總統選舉          | 大韓民國       | 新民黨         | 5,395,900  | 45.25% |             |              |
| 1971 | 第8屆國會選舉          | 全國區         | 新民黨         | 4,969,050  | 44.28% |             | 全国区第2位  |
| 1987 | 第13屆總統選舉         | 大韓民國       | 和平民主黨     | 6,113,375  | 27.04% |             |              |
| 1988 | 第13屆國會選舉         | 全國區         | 和平民主黨     | 3,783,279  | 19.26% |             | 全国区第11位 |
| 1992 | 第14屆國會選舉         | 全國區         | 民主黨         | 6,004,578  | 29.17% | 全国区第1位 |              |
| 1992 | 第14屆總統選舉         | 大韓民國       | 民主黨         | 8,041,284  | 33.82% |             |              |
| 1996 | 第15屆國會選舉         | 全國區         | 新政治国民会議 | 4,971,961  | 25.30% |             | 全国区第14位 |
| 1997 | 第15屆總統選舉         | 大韓民國       | 新政治国民会議 | 10,326,275 | 40.27% |             |              |

## 荣誉

### 諾貝爾和平獎
- 2000年12月，因與金正日進行南北韓會談而獲獎[9]。

### 韩国勋章奖章
- 无穷花大勋章（1998年2月25日[119]）

### 外国勋章奖章
- 意大利共和国功绩大十字骑士勋章附颈饰（意大利语：Ordine al merito della Repubblica Italiana）（意大利，2000年3月2日公布[120]）

## 评价
金大中的一生是一部浓缩的韩国现代史。金大中在85岁生日时，在日记这样评价自己的一生：
|  | 回头看是个波澜壮阔的一生。是为民主主义不惜献出生命斗争的一生，是为拯救经济、打开南北和解之路倾注浑身努力的一生。尽管我的人生并不完美，但我并不后悔。 |

### 正面评价
金大中的大半生都在为韩国的民主奮鬥。为此他几度入狱，在狱中度过了六年，两次流亡国外，五次面临死亡威胁。1998年2月，金大中入主青瓦台，成功实现韩国宪政史上第一次朝野间政权的和平交替。很多韩国人认为金大中在朴正熙主导了韩国的工业化进程后，主导了韩国社会的民主化。有韩国学者认为随着金大中的离去，韩国社会已经告别了“现代化第一阶段”。在金大中逝世后，韩国时任总统李明博称赞他是“在职业生涯中是一名不知疲倦的、捍卫民主的斗士”。《时代周报》说：“八十五个春秋，从贫民到总统，金大中用自己的生命故事照亮了韩国的夜空，映照着韩国从专制到民主的转型历程。”《纽约时报》称他是“亚洲曼德拉”。日本《朝日新闻》称金大中的离去是韩国政治“巨人时代”的终结，并认为他要比韩国以往任何一位总统更能在历史上留名。
金大中上台执政之初，正值亚洲金融危机席卷韩国。金大中通过对企业、金融、公共部门和劳资四大领域的改革，在很短的时间内带领韩国民众克服了危机，并实现了韩国经济从出口低级产品向以信息为中心的高科技型经济的转型。这方面金大中得到了国际社会广泛认可。《东亚日报》在金大中卸任之际，针对其五年执政业绩进行的民意调查显示，克服金融危机被韩国民众认可为金大中的最大政绩。
金大中是朝鲜半岛和解的先驱。早在东西方冷战和南北方对峙紧张的1970年代，他就以极大的胆识提出南北韩统一方案。1997年，金大中出任韩国总统后，推行了世界瞩目的“阳光政策”，推动了朝鲜半岛南北关系的改善和半岛局势的缓和。2000年6月，金大中与金正日在平壤举行了具有历史意义的首次南北首脑会晤，并发表了《南北共同宣言》。在金大中执政的五年，朝鲜半岛南北双方的交流、合作取得了引人注目的改善和发展。2000年，金大中因对朝鲜半岛和平发展的卓越贡献而荣获诺贝尔和平奖。
金大中执政期间，韩国成功举办了1999年亚洲冬季运动会、第三届亚欧首脑会议、2002年世界杯足球赛和2002年亚洲运动会有效提升了韩国的国际地位与威望，并改善了与邻国的关系。金大中执政期间开展的企业民营化、改善国民年薪制度、提高妇女地位、改善医疗保健体制、改革纳税体系、稳定市民房价等政绩也都得到韩国民众的好评。

### 负面评价
民调显示33%的人认为反腐不力和用人不当是金大中执政期间最大的失误。金大中上任之时是高举反腐大旗的。1999年9月至2000年6月，金大中政府共搜查了2246名腐败嫌犯，拘留810名。在美国商务部2000年发布的一份各国履行经合组织《防止贿赂议定书》状况的报告中，金大中政府的反腐败努力得到高度的评价，韩国被称为模范成员国之一。执政期间，金大中倡导通过改革规章制度从源头上防止腐败。2001年，经过六年的酝酿，韩国国会通过了《腐败防止法》，进一步扩大了财产登记及公开者的范围，加强了对财产公开的审查，增强了司法机构的独立性。金大中本人也一生清廉。据韩联社报道，金大中去世后遗产只有12亿韩圆。金大中曾就前总统金泳三的儿子受贿入狱之事进行强烈批评。但是在金大中执政期间，他的三个儿子却纷纷因涉嫌受贿或逃税被起诉或拘捕。这不得不说是这位反腐总统“晚年最大的悲哀”。金大中在卸任之前也公开表示，在他执政的五年间最大的憾就是没有管教好自己的孩子。另外，金大中政府的多名高官也因腐败问题纷纷被起诉。金大中的亲信在首次朝韩首脑会晤前通过现代集团向朝鲜汇款的事情也使得金大中的“阳光政策”遭到批评。